# Colpo di Stato del 9 termidoro

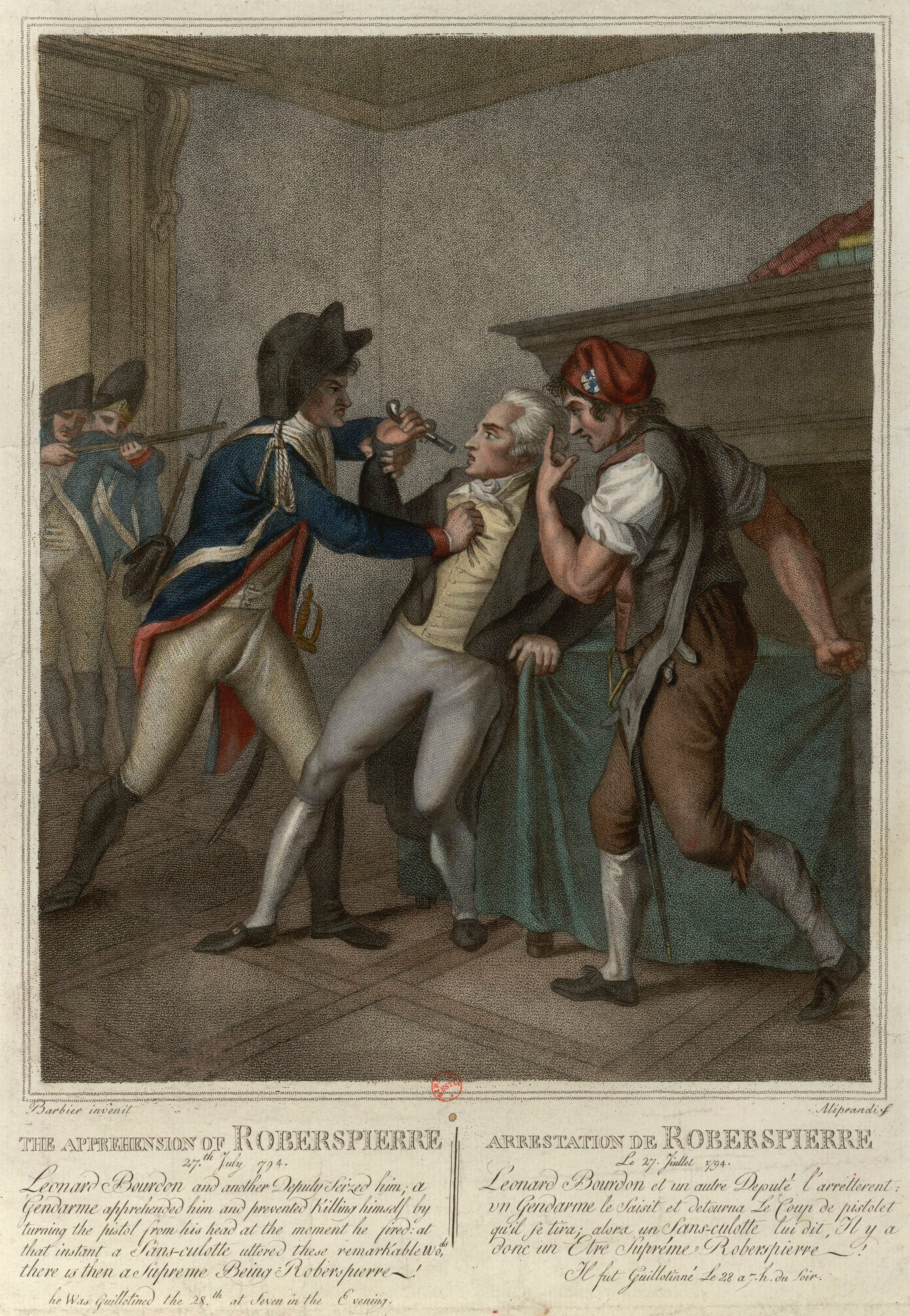
L'arresto di Maximilien de Robespierre all'Hôtel-de-Ville la notte del 10 termidoro.

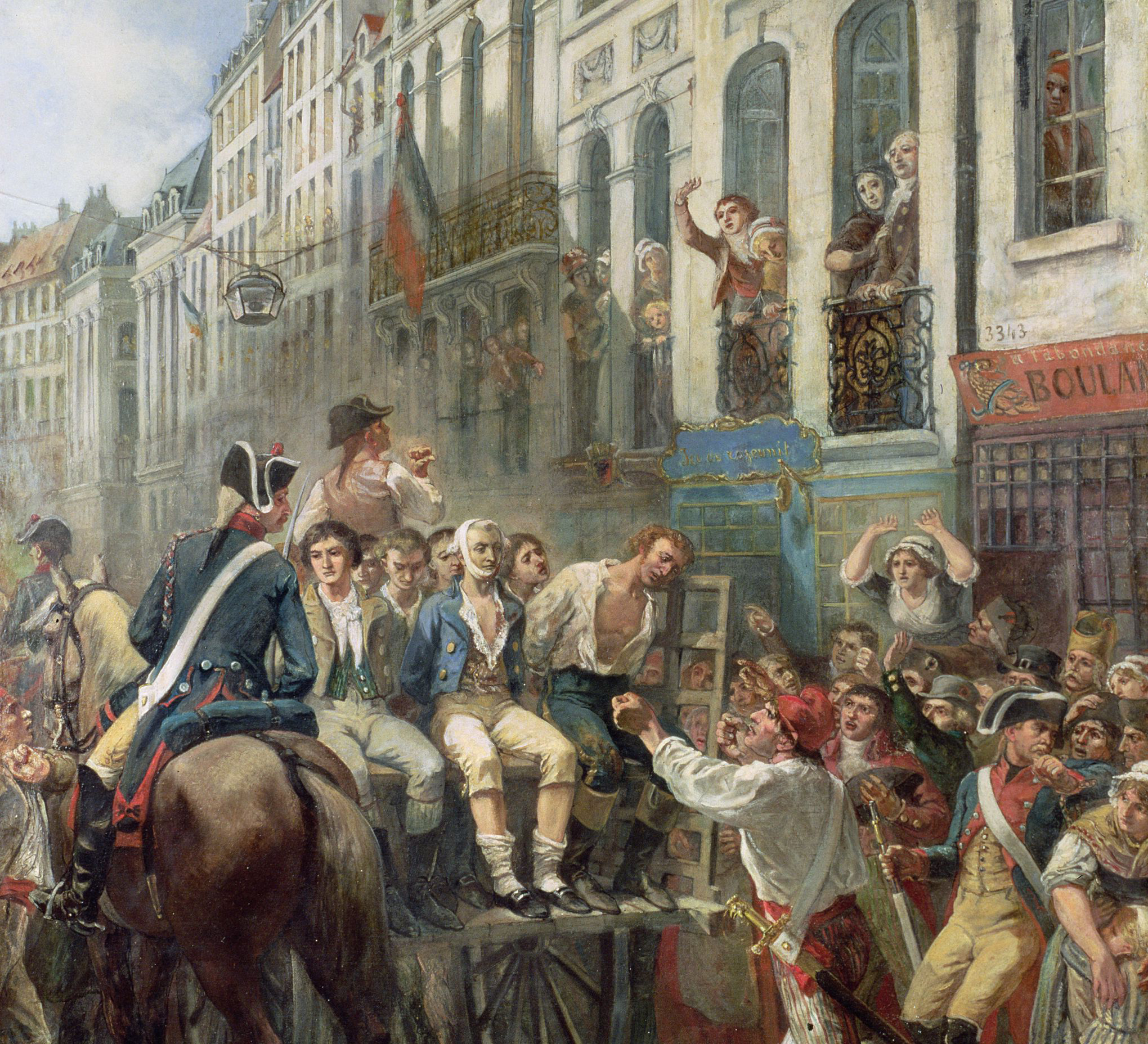
Alfred Mouillard, Robespierre e Saint-Just portati alla ghigliottina

Il Colpo di Stato del 9 termidoro, denominato anche Reazione termidoriana o semplicemente Termidoro, avvenuto secondo il calendario rivoluzionario nel giorno 9 termidoro anno II (27 luglio 1794), fu uno dei momenti decisivi della Rivoluzione francese. Una parte dei componenti del Comitato di salute pubblica, appoggiata da alcuni dei principali e più violenti rappresentanti in missione e dalle correnti più moderate della Convenzione nazionale, chiamati poi Termidoriani, si sollevarono contro Maximilien de Robespierre e i suoi più stretti alleati che avevano assunto un ruolo dominante nel governo della Repubblica rivoluzionaria nel cosiddetto periodo del Grande Terrore. Robespierre, Louis Antoine de Saint-Just e Georges Couthon, i cosiddetti "triumviri", e i loro fautori furono rapidamente arrestati e ghigliottinati.
Il colpo di stato provocò la fine del predominio dell'estrema sinistra giacobina e dei sanculotti, l'interruzione del Terrore e l'assunzione del potere da parte di una classe dirigente (rappresentata dalla "Convenzione termidoriana"), in parte compromessa con gli eccessi del periodo terroristico.

## Il Comitato di salute pubblica
Nel mese di Germinale anno II era stato Louis Antoine de Saint-Just, uno dei componenti del Comitato di salute pubblica più influenti ed intransigenti, strettamente legato a Maximilien de Robespierre, che aveva presentato alla Convenzione le accuse che avevano portato alla condanna ed all'esecuzione dei principali esponenti delle correnti di destra di Georges Jacques Danton e di estrema sinistra di Jacques-René Hébert della Repubblica. Ancora Saint-Just aveva illustrato all'assemblea e fatto approvare il 27 germinale la legge "sulla repressione dei cospiratori, l'esclusione dei nobili e la polizia generale" che aveva ulteriormente inasprito la repressione e accresciuto i poteri assegnati al Comitato di salute pubblica, a cui veniva attribuita anche la possibilità di ricercare e tradurre al Tribunale rivoluzionario i nemici della Repubblica, e compiti di controllo e denuncia di autorità e agenti pubblici. Il Comitato di salute pubblica in questo modo sostituiva in queste funzioni il Comitato di sicurezza generale; Saint-Just divenne il capo di un ufficio di sorveglianza amministrativa e di polizia generale.

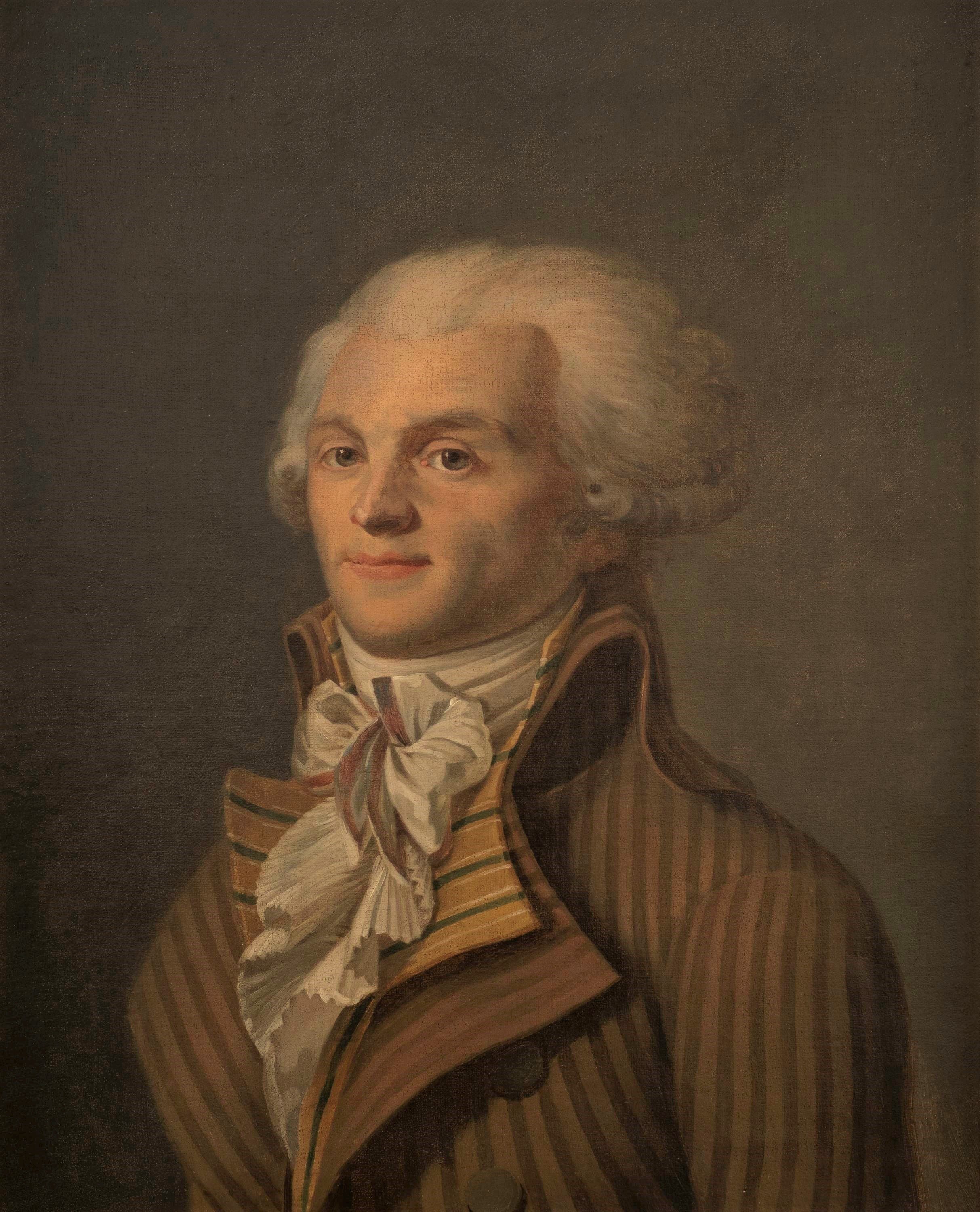
Maximilien Robespierre.

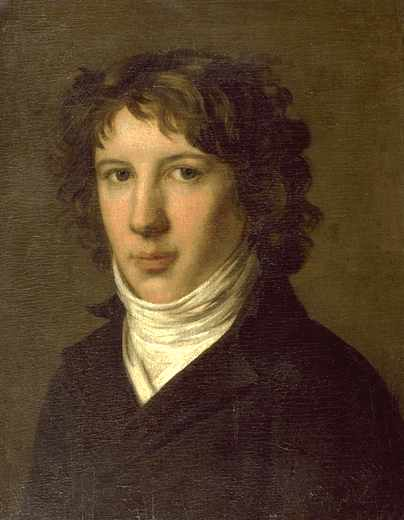
Louis Saint-Just.

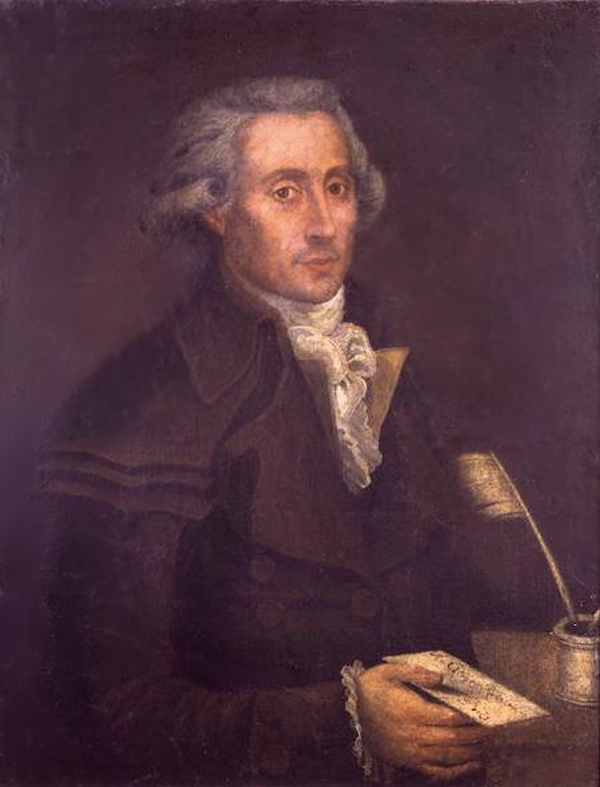
Georges Couthon.

Questo continuo ampliamento delle attribuzioni del Comitato di salute pubblica suscitò aspre critiche da parte dei componenti del Comitato di sicurezza generale; inoltre neppure all'interno del Comitato, composto da undici membri, c'era una reale coesione; il ruolo e il potere sempre crescente di Robespierre e dei suoi principali fautori, Saint-Just e Georges Couthon, irritava gli altri componenti. Robespierre era ormai ritenuto il capo del governo rivoluzionario; egli inoltre assumeva sempre più un atteggiamento di superiorità e distacco. Il capo giacobino sopportava male le critiche che gli erano rivolte di ambizione e di aspirazione alla dittatura; scarsamente portato ai rapporti sociali, con la sua diffidenza e intransigenza verso tutti, nemici della rivoluzione e colleghi politici, rischiava di isolarsi e di inimicarsi gli altri componenti della fazione montagnarda. Il 12 germinale e il 1°fiorile i membri del Comitato di salute pubblica Lazare Carnot e Jacques Nicolas Billaud-Varenne espressero il loro disagio e i timori per l'eccessivo potere di Robespierre parlando di pericolo per la Repubblica se "il merito di un solo uomo, o la sua stessa virtù, fossero divenuti indispensabili" e di necessità da parte del popolo di guardarsi "dalla stessa virtù degli uomini che lo governano".
Alla Convenzione dominava la paura e l'incertezza; dietro l'apparente coesione nei confronti degli uomini del Comitato, i deputati coinvolti nelle fazioni hebertista e dantonista temevano a loro volta di essere colpiti dalla giustizia rivoluzionaria; inoltre alcuni dei più violenti rappresentanti in missione erano stati duramente criticati da Robespierre e rischiavano di essere messi sotto accusa per i loro eccessi repressivi. Alcuni di questi personaggi, Joseph Fouché, Louis Fréron, Paul Barras, Jean-Lambert Tallien, cercarono di riavvicinarsi al capo giacobino chiedendo la sua protezione ma Robespierre mantenne il suo atteggiamento di incorruttibile distacco, respinse i loro approcci e al contrario minacciò punizioni esemplari contro coloro che avevano "disonorato la Repubblica". In questo modo un'atmosfera di violenza, sospetto e intrigo si diffuse tra i deputati e i rappresentanti della Repubblica; correvano voci di "liste di proscrizione" di deputati preparate da Robespierre.
Lo stesso Robespierre era minacciato di morte da lettere anonime; Barras e Antoine Merlin de Thionville giravano armati; il 3 pratile Tallien, che a sua volta usciva sempre con un pugnale nascosto nei vestiti, era rimasto sconvolto dall'arresto della sua amante Teresa Cabarrus, deciso dal Comitato con un decreto firmato da Robespierre. Nello stesso giorno un monarchico, Henri Admiral, cercò di uccidere Robespierre all'uscita dal Comitato, e, non avendolo individuato, sparò a Collot d'Herbois che tuttavia uscì illeso. La sera del 4 pratile si diffuse la notizia di un'altra torbida vicenda che aveva minacciato la vita di Robespierre: una ventenne, Cécile Renault, si era recata a casa Duplay, dove era domiciliato l'incorruttibile; la giovane venne arrestata e trovata in possesso di un coltello; la Renault disse di essere disposta a sacrificarsi "per avere un re" e che aveva voluto vedere "come era fatto un tiranno".

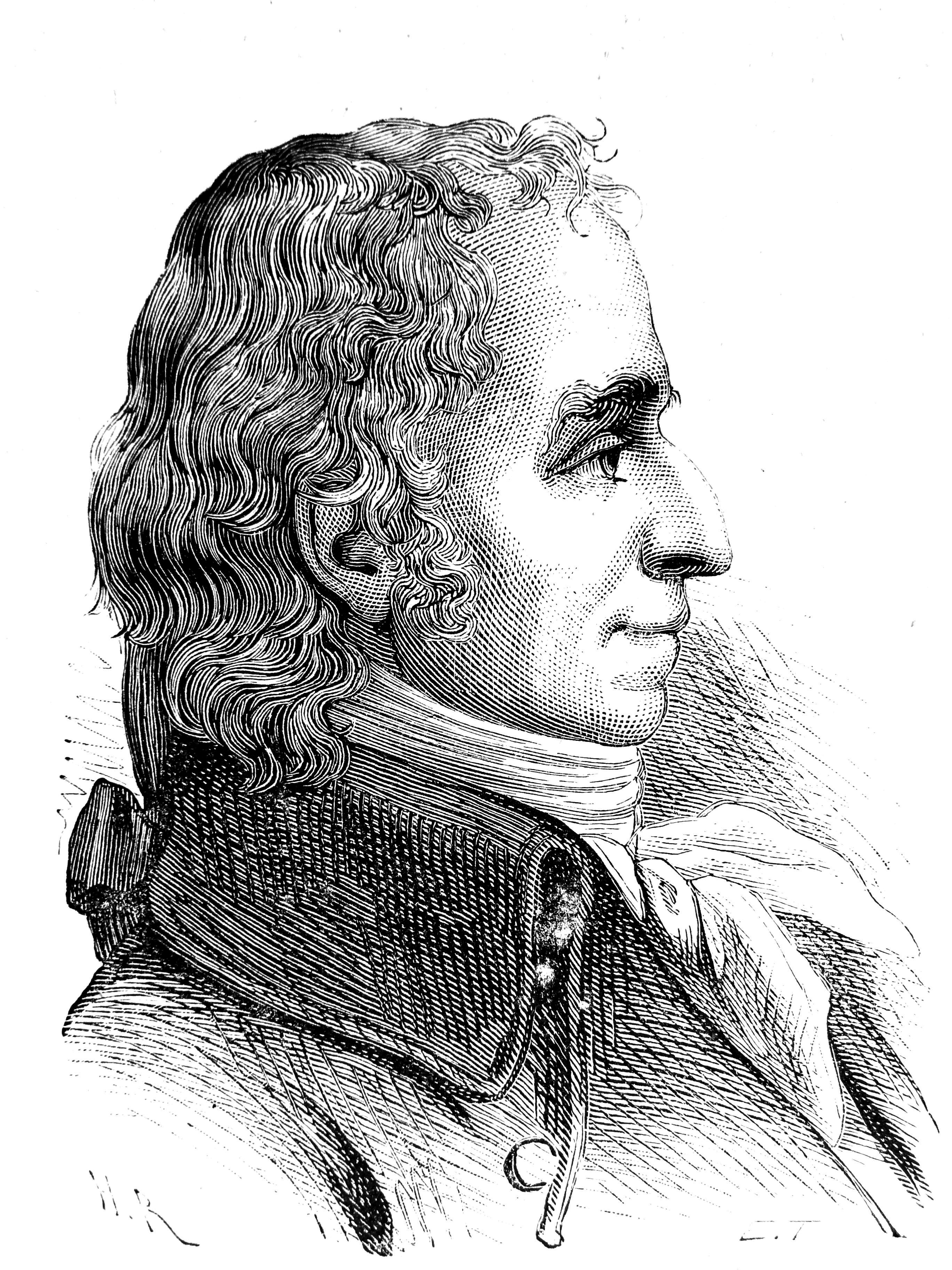
Laurent Lecointre.

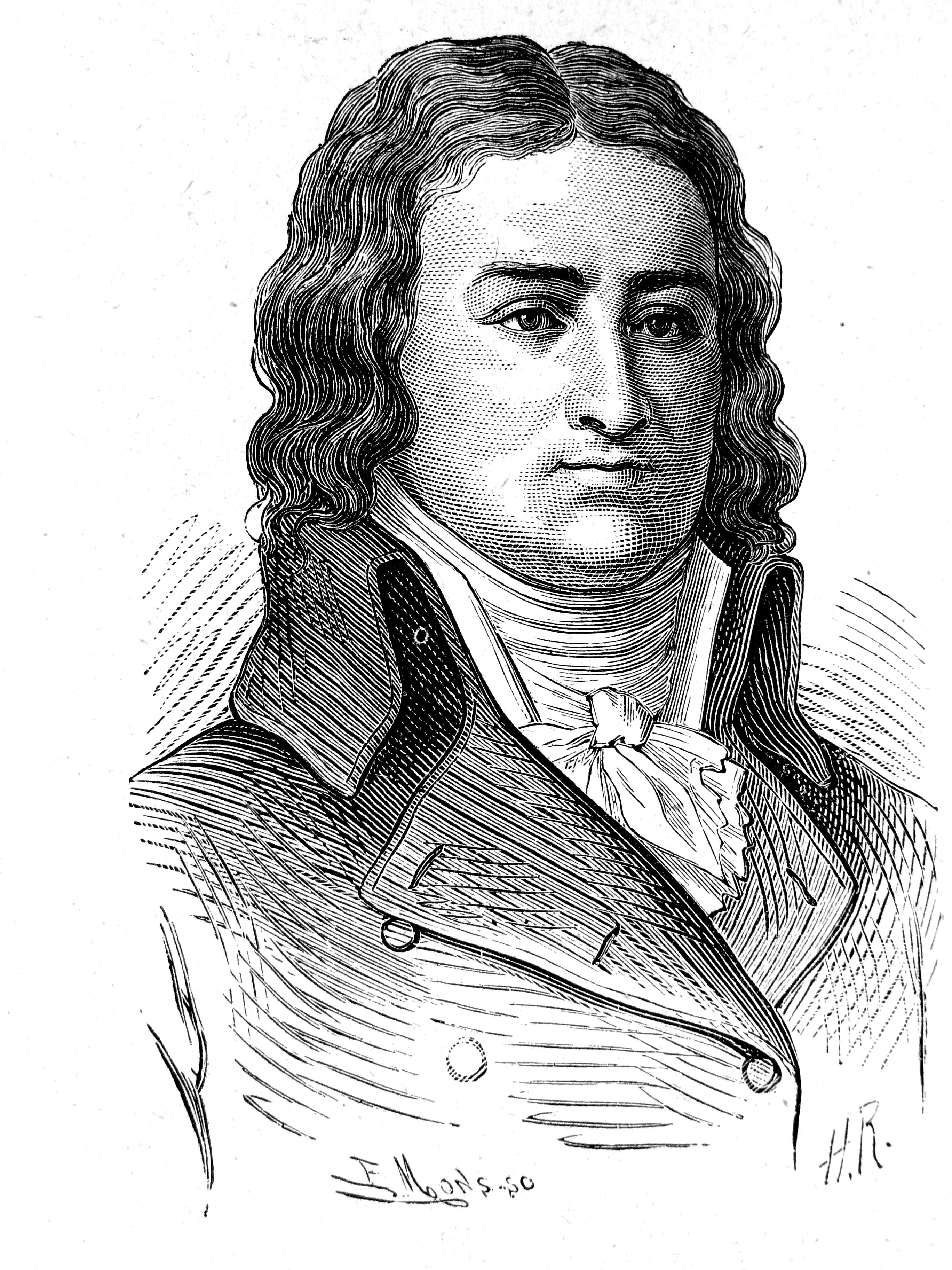
François-Louis Bourdon de l'Oise.

Mentre proclami e felicitazioni si moltiplicavano per festeggiare Robespierre dopo lo scampato pericolo. In realtà nella stampa continuavano insidiose manovre per evidenziare subdolamente l'eccessivo ruolo assunto dal politico giacobino. Nella Convenzione si stava organizzando un movimento di opposizione contro i componenti del Comitato; Laurent Lecointre il 5 pratile diffuse segretamente un documento di aspra accusa contro Robespierre e le sue presunte aspirazioni alla dittatura; altri otto deputati sottoscrissero il testo, si parlò di uccidere il triumviro direttamente nell'assemblea. Nonostante le ferme proteste di Robespierre contro le manovre segrete di Lecointre e Tallien, da lui definiti i "veri ambiziosi", l'opposizione dominava il Comitato di sicurezza generale, mentre il 13 pratile Fouché venne nominato presidente del club dei giacobini. Il 20 pratile Lecointre, Didier Thirion e François-Louis Bourdon de l'Oise espressero minacce di morte contro Robespierre durante la festa dell'Essere Supremo, presieduta dal capo giacobino.
La presentazione il 22 pratile della nuova legge sul tribunale rivoluzionario, che con le sue norme estremistiche accentuava ancora il Terrore, provocò un violento contrasto nella Convenzione e contribuì fortemente ad accentuare la conflittualità tra le fazioni e l'opposizione contro Robespierre e i suoi alleati. Il nuovo progetto venne presentato all'assemblea da Georges Couthon che parlò esplicitamente di una "legge di sterminio". Secondo le nuove norme, venivano soppressi i difensori degli imputati di fronte al Tribunale rivoluzionario che era già stato centralizzato a Parigi; veniva ugualmente soppresso l'interrogatorio preliminare, venivano ritenute sufficienti per la condanna le cosiddette "prove morali"; con una interpretazione vaga ed estremamente estensiva, i "nemici della Rivoluzione" venivano identificati come coloro che "hanno cercato di fuorviare l'opinione e d'impedire l'istruzione del popolo, di depravare i costumi e corrompere la scienza pubblica". Couthon espresse con parole impressionanti l'intenzione della legge del 22 pratile: "il ritardo nella punizione dei nemici della patria non deve andare oltre il tempo necessario a riconoscerli". Fin dalla legge dal 27 germinale Saint-Just aveva disposto inoltre la costituzione di "commissioni popolari" incaricate di compilare liste di imputati di fronte al Tribunale rivoluzionario i cui beni sarebbero stati confiscati e distribuiti ai poveri.
Nella Convenzione si levarono aspre critiche dopo l'esposizione di Couthon; il deputato Pierre-Charles Ruamps ne chiese l'immediato aggiornamento, sostenuto da Lecointre che richieste un aggiornamento a tempo indefinito, mentre Bertrand Barère, membro fra i più importanti del Comitato di salute pubblica, propose un rinvio di tre giorni; ma Robespierre intervenne personalmente con grande vigore, parlò di minacce e cospirazioni dei "nemici della patria" e di "essere disposto a morire" affinché "la Convenzione e la patria siano salve" e riuscì a far votare subito la legge che venne quindi approvata. Ma nei due giorni seguenti alla Convenzione si succedettero riunioni tumultuose con insulti e incidenti tra i deputati; Bourdon de l'Oise chiese chiarimenti sulla legge e pretese che i deputati fossero messi al riparo da arresti arbitrari senza un decreto preliminare; dopo tumulti in aula il deputato Philippe-Antoine Merlin de Douai riuscì a far passare un emendamento nel senso indicato da Bourdon. Robespierre contrattaccò il giorno successivo; attaccò quella che ritenne una subdola manovra di Bourdon e la mancanza di fiducia nei confronti del Comitato. Esplosero violente proteste ed ebbe luogo un acceso alterco tra Robespierre e Bourdon, il capo giacobino polemizzò aspramente contro Bourdon che accusò sarcasticamente di "accusarsi da solo" e contro Tallien che respinse l'accusa di nascoste manovre per indebolire il Comitato; Billaud-Varenne si unì agli attacchi contro Tallien che cercava di replicare: "Tallien mente all'assemblea con un'audacia incredibile". Alla fine, dopo questa drammatica seduta, Robespierre e Couthon riuscirono a ottenere il voto a favore della legge ripristinata nella versione originaria.

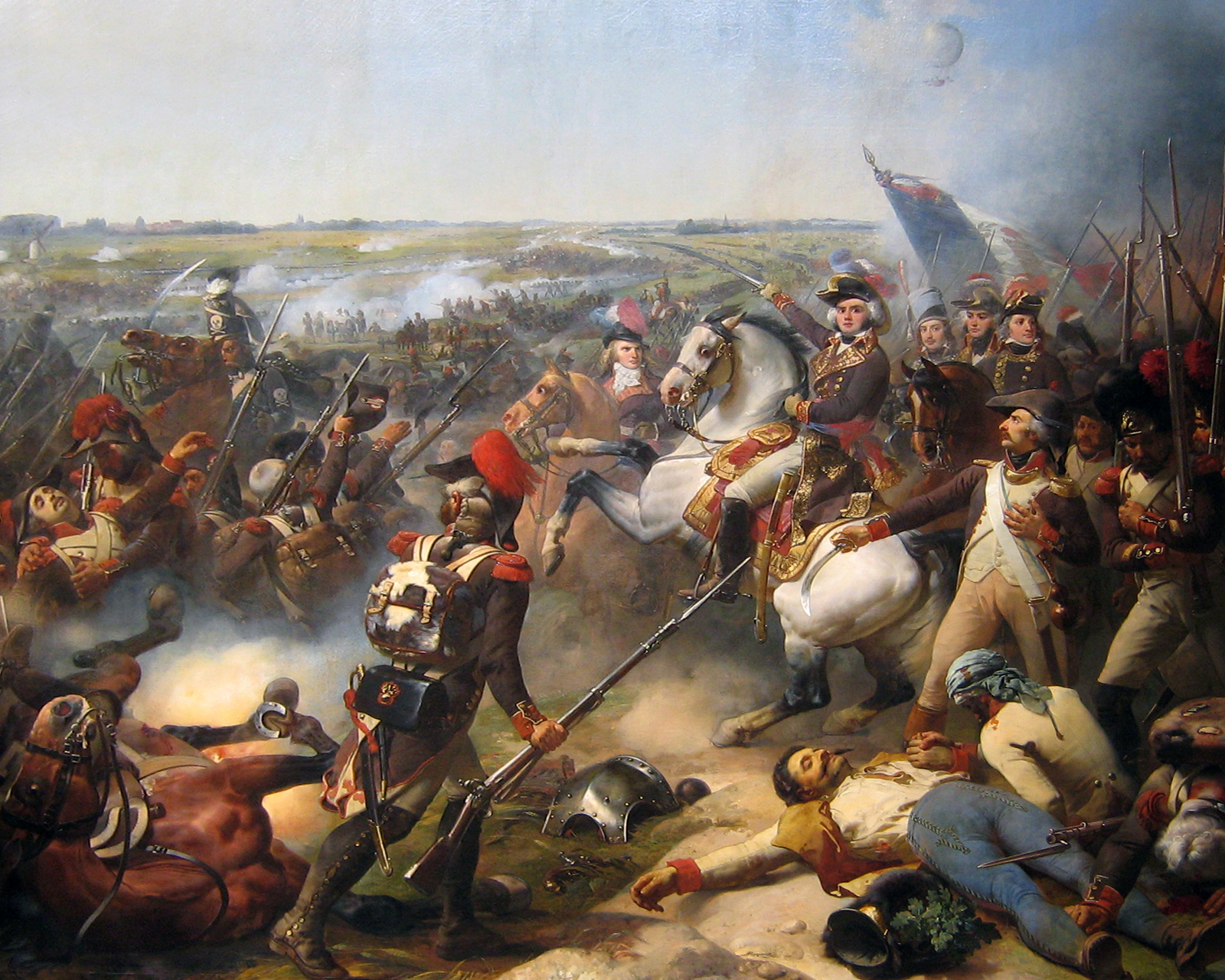
La battaglia di Fleurus, al centro in secondo piano si riconosce Louis Saint-Just, rappresentante in missione presso l'armata francese.

Mentre la Convenzione era dilaniata da queste conflittualità, nel frattempo continuavano oscure manovre per indebolire il potere del Comitato di salute pubblica e soprattutto di Robespierre e dei suoi seguaci: venne diffuso un appello indirizzato alle 48 sezioni parigine, redatto da un equivoco informatore di polizia, Roch Marcandier, che incitava alla ribellione contro il "dittatore"; Robespierre in alcuni pamphlets preparati da Marcandier era accostato a Lucio Cornelio Silla. Nel Comitato di sicurezza generale, sempre più esautorato dalle sue funzioni, cresceva il malcontento; uno dei suoi componenti, Marc Guillaume Vadier, comunicò alla Convenzione una torbida storia di cospirazione diretta da Catherine Théot, una vecchia visionaria circondata da una setta di fanatici, che prevedeva la prossima fine della miseria dei poveri e l'arrivo di un Messia; alcuni informatori giunsero al punto di riferire che la Théot identificava questo Messia con Robespierre. Il capo giacobino comprese come queste voci mirassero a metterlo in ridicolo e pretese di affidare le indagini direttamente al Comitato di salute pubblica; egli attaccò il capo del Tribunale rivoluzionario, Antoine Quentin Fouquier-Tinville, e riuscì, l'8 messidoro, ad ottenere dai suoi colleghi la sospensione dell'indagine. Nel Comitato di salute pubblica però durante la discussione di questo affare scoppiò un conflitto clamoroso: Billaud-Varenne protestò vivacemente contro la manovra di Robespierre, i triumviri furono attaccati dagli altri componenti, alte grida si sentirono fin sulla piazza provenienti dall'ufficio del Comitato, Robespierre non riuscì ad ottenere la destituzione di Fouquier-Tinville.
Ormai anche all'interno del Comitato di salute pubblica regnava il sospetto e la discordia; già in precedenza si erano scontrati Saint-Just e Carnot per questioni militari e di organizzazione dello sforzo bellico; Saint-Just e Robespierre mal sopportavano il ruolo dominante di Carnot e dei suoi specialisti nella condotta della guerra; Carnot apostrofò con parole sferzanti i due avversari: "voi siete dei dittatori ridicoli". Dopo la battaglia di Fleurus, l'8 messidoro anno II (24 giugno 1794), Saint-Just, artefice della vittoria come rappresentante in missione all'Armata di Sambre e Mosa insieme a Philippe-François-Joseph Le Bas, accusò Carnot di inettitudine per aver ordinato errati trasferimenti di truppe; ci fu un'altra lite molto violenta tra i due che presto divenne generale con l'intervento contro i triumviri di Billaud-Varenne ed anche di Collot d'Herbois. Quest'ultimo si sentiva minacciato da Robespierre verosimilmente per i suoi legami con Fouché durante le feroci repressioni effettuate dai due a Lione. Le sedute del Comitato di salute pubblica divennero così accese e violente che si decise di spostarle nei piani più alti dell'edificio per evitare che fosse possibile ascoltare da fuori le grida e le urla durante le tempestose riunioni.

## Cospirazioni e tentativi di conciliazione
Profondamente segnato dalle critiche esplicite sia dei suoi colleghi dei comitati che degli avversari politici della Convenzione, dalle voci di intrighi e cospirazioni, dalle minacce di morte, Robespierre dal 15 messidoro non partecipò più alle sedute del Comitato di Salute pubblica e comparve solo al Club dei giacobini; il 12 messidoro era stata comunicata la notizia di un probabile nuovo tentativo di attentato contro di lui da parte di un aristocratico di nome Rouvière che aveva cercato di entrare in casa dei Duplay con un coltello e un rasoio.

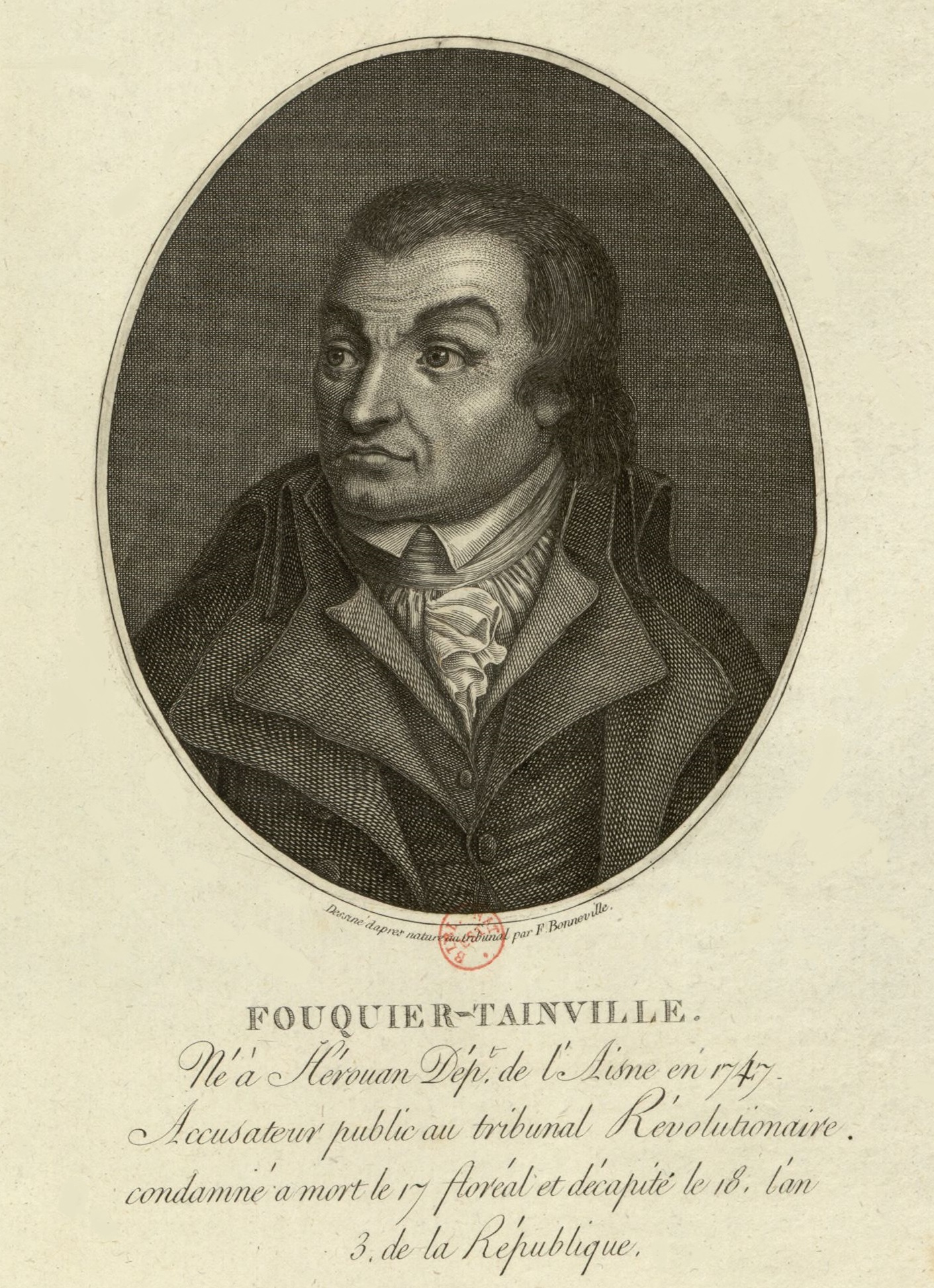
Antoine Quentin Fouquier-Tinville, pubblico accusatore al Tribunale rivoluzionario.

Al Club dei giacobini Robespierre descrisse la situazione politica confusa, confessò di aver perso ogni autorità all'interno dei comitati, parlò di una campagna contro di lui fatta di false accuse politiche e di meschine insinuazioni sulla sua vita privata. Non chiarì le sue intenzioni; è possibile che egli volesse che i suoi nemici politici uscissero allo scoperto e ne richiedessero esplicitamente davanti alla Convenzione la rimozione dagli incarichi. In realtà invece i suoi avversari dei comitati e soprattutto i vecchi e screditati rappresentanti in missione, Fouché e Tallien, ebbero tempo di organizzarsi e di convincere gli incerti della Convenzione a coalizzarsi contro Robespierre, descritto come un ambizioso deciso a sbarazzarsi fisicamente di tutti i suoi avversari e come il principale responsabile della sanguinosa repressione in corso.

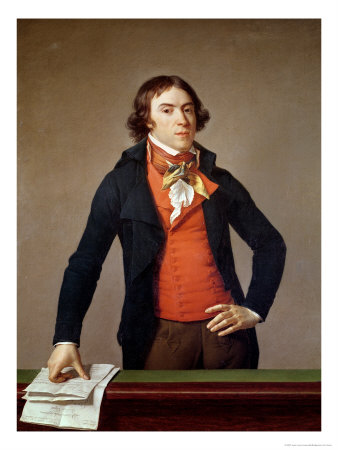
Bertrand Barère.

In questa fase si raggiunse il culmine del Grande Terrore: la macchina del Tribunale rivoluzionario e della ghigliottina era al massimo della sua attività; venivano organizzate continue "infornate" per il patibolo di sospetti nemici della rivoluzione, raccolti sommariamente e sulla base di dubbie accuse nelle prigioni parigine che si riempivano continuamente di nuovi accusati. Le esecuzioni sulla ghigliottina furono 1 376 dal 23 pratile all'8 termidoro, mentre nei tre mesi precedenti erano state 1 251; tra i ghigliottinati c'erano civili delle città del nord che non si erano opposti all'invasione dello straniero, monarchici, ex magistrati, vecchi agenti delle tasse, scienziati come Antoine-Laurent de Lavoisier, cospiratori e fanatici, tra cui Admiral e Cécile Renault. Dal 19 messidoro all'8 termidoro vennero organizzate sotto la direzione di Martial Herman, capo della commissione affari civili e giudiziari, e con l'appoggio del Comitato, sette "infornate" di prigionieri radunati dalle carceri del Luxembourg, dei Carmes e di Saint-Lazare; tra le vittime André Chénier che fu ghigliottinato il 7 termidoro.
A causa di queste sanguinose e macabre esecuzioni, tra la popolazione si diffondeva il disgusto, la critica, l'opposizione; le strade rimanevano deserte al passaggio delle carrette con i condannati; mentre nei primi tempi la gente aveva assistito entusiasticamente alle esecuzioni ora la ghigliottina dovette invece essere trasferita da Place de la Révolution alla Place du Trône-Renversé, fuori dalla Barrière du Trône, per motivi di ordine pubblico.
Nell'opinione pubblica cresceva il desiderio di veder cessare queste sanguinose repressioni; le vittorie militari contro le potenze monarchiche che si succedevano e l'avanzata delle armate rivoluzionarie sembravano confermare che il terrore interno contro i nemici della Repubblica non era ormai più necessario; gli aristocratici e i ricchi cercarono di approfittare di questo nuovo clima per favorire fraternizzazioni con i sanculotti e portare avanti ipotesi di pacificazione generale. Queste equivoche manifestazioni provocarono sospetti e proteste tra i più intransigenti rappresentanti del governo rivoluzionario. Barère parlò di "amnistie premature" e alcuni componenti del Comitato di salute pubblica, preoccupati dalle manovre della reazione, alla fine del mese di messidoro fecero il tentativo di rinsaldare la coesione del Comitato e riappacificarsi con Robespierre.
Fu soprattutto Barère che dichiarò ripetutamente che il Terrore doveva continuare; parlò, il 9 messidoro, di "annientare all'interno ogni coalizione empia", mentre il 16 messidoro fece approvare un durissimo decreto che minacciava di sterminio le guarnigione nemiche delle fortezze di frontiera, Condé-sur-l'Escaut, Valenciennes, Le Quesnoy e Landrecies, che non si fossero arrese immediatamente. In questa circostanza per esaltare la necessità del regime terroristico disse anche che "bisogna che i nemici periscano!...soltanto i morti non tornano indietro". Robespierre, che condivideva il pensiero di Barère sulla necessità del Terrore e che al Club dei giacobini aveva polemizzato duramente con Edmond Louis Alexis Dubois-Crancé e con Fouché, riuscendo ad estrometterli, sembrò disposto ad una conciliazione con gli altri membri del Comitato di Salute pubblica. Il 4 termidoro, durante una grande seduta congiunta, i due comitati, mostrarono di marciare di comune accordo e decisero, su proposta di Barère, di continuare la politica del Terrore, attivando le commissioni popolari incaricate di attuare i decreti sulla raccolta e la distribuzione ai poveri dei beni confiscati ai sospetti. Il 5 termidoro Robespierre finalmente ricomparve al Comitato di salute pubblica.

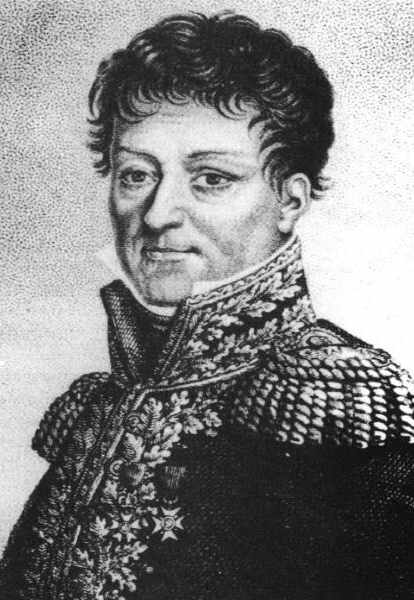
Lazare Carnot.

Durante la riunione del 5 termidoro sembrò ricostituirsi la coesione e la solidarietà tra i componenti del Comitato; Saint-Just difese Robespierre dall'accusa di aspirare alla dittatura, mentre Billaud-Varenne parlò in tono amichevole. Alla fine della seduta fu deciso che Saint-Just avrebbe presentato alla Convenzione un rapporto dettagliato illustrando le misure repressive prese in modo unitario dal Comitato, e nella serata Barère riferì all'assemblea che le voci di dissensi nel Comitato erano destituite di fondamento e che presto sarebbero state applicate nuove misure repressive per accelerare il rinvio al Tribunale rivoluzionario dei detenuti e difendere la Repubblica dai persistenti pericoli di tradimento e sabotaggio interno. Il 6 termidoro Couthon parlò al club dei giacobini esaltando gli uomini del Comitato, "uomini ardenti ed energici disposti ai maggiori sacrifici per la patria", e ribadì che la coesione tra i componenti "sui principi" era indistruttibile; egli attaccò duramente i corrotti ed i terroristi, "cinque o sei omiciattoli le cui mani rigurgitano dei denari della Repubblica e grondano del sangue degli innocenti da essi immolati".
In realtà all'interno del Comitato di salute pubblica permaneva uno stato di tensione e di divisione tra i suoi componenti; si trattava di persone efficienti e motivate, dalla forte personalità e dallo spiccato individualismo, gelose delle loro prerogative e dalle concezioni sociali non coincidenti. Accanto a Robespierre in pratica c'erano solo Saint-Just e Couthon. Collot d'Herbois e Billaud Varenne, compromessi con i più spietati terroristi, temevano le rappresaglie dell'incorruttibile, mentre Robert Lindet, Lazare Carnot e Prieur de la Côte-d'Or erano dei tecnici borghesi, originari della Pianura, che si erano alleati con la Montagna per rafforzare la difesa della Repubblica; essi non approvavano i decreti più estremistici dal punto di vista della lotta sociale e della repressione. Durante le sedute decisive due componenti, Prieur de la Marne e André Jeanbon Saint André, erano impegnati in missione lontano da Parigi; rimaneva Bertrand Barére che, malgrado le sue professioni estremistiche, era un personaggio infido, pronto a cambiare partito secondo le circostanze.
Nella fase decisiva, Robert Lindet si tenne in disparte, mentre Barére si pronunciò contro Robespierre solo all'ultimo momento; in realtà era Carnot il principale oppositore dei triumviri all'interno del Comitato di salute pubblica; egli era particolarmente ostile agli interventi dei tre nelle scelte di condotta della guerra, il campo che egli riteneva di sua esclusiva responsabilità. Dopo lo scontro con Saint-Just sulle decisioni da prendere dopo la vittoria di Fleurus, pochi giorni prima di Termidoro Augustin de Robespierre, fratello minore di Maximilien, si presentò al Comitato per proporre e sostenere l'aggressivo piano di operazioni progettato dal generale Napoleone Bonaparte per la guerra in Italia, incontrando di nuovo la netta ostilità di Carnot.

## Il 9 Termidoro

### Seduta della Convenzione dell'8 Termidoro

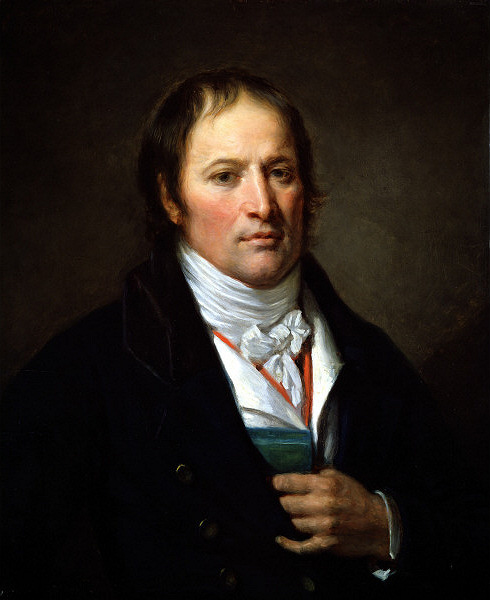
Jacques Nicolas Billaud-Varenne.

Nonostante le trionfalistiche dichiarazioni di Barère e Couthon che sembravano rinsaldare l'unità del Comitato e l'apparente unanime decisione di continuare con la massima energia il Terrore colpendo finalmente i "corrotti e i sanguinari" che Robespierre minacciava e attaccava da due mesi, la situazione della Repubblica rimaneva confusa e oscura. Invece dell'auspicata solidarietà generale ripresero torbide manovre ostili tra i due campi; ai giacobini venne ripetutamente attaccato il commissario delle armate, il generale Louis Antoine Pille che era uno stretto collaboratore di Carnot; egli era ritenuto responsabile di aver reintegrato aristocratici e generali infidi nel ministero della Guerra e di aver allontanato i cannonieri parigini trasferendoli al nord. Dopo manifestazioni minacciose alle porte della Convenzione il 6 Termidoro, il giorno seguente venne presentata all'assemblea una petizione contro il generale Pille e gli altri presunti "indulgenti", nel documento si richiedeva l'eliminazione dei traditori e dei corrotti.
La tensione rimaneva alta anche per una serie di episodi che suscitarono l'inquietudine di Robespierre; nei giorni precedenti erano state diffuse "voci" di un suo imminente arresto; inoltre egli era a conoscenza che il 5 Termidoro i deputati Jean-Pierre Amar e Jean-Henri Voulland avevano visitato nelle prigioni i detenuti girondini, mostrandosi cordiali e partecipi delle loro sofferenze, promettendo punizioni verso coloro che "avevano avvilito la rappresentanza nazionale". Infine, nella sedura del 7 Termidoro, Dubois-Crancé aveva respinto le accuse di Robespierre e lo aveva sfidato a presentarsi all'assemblea per "riconoscere il suo errore".

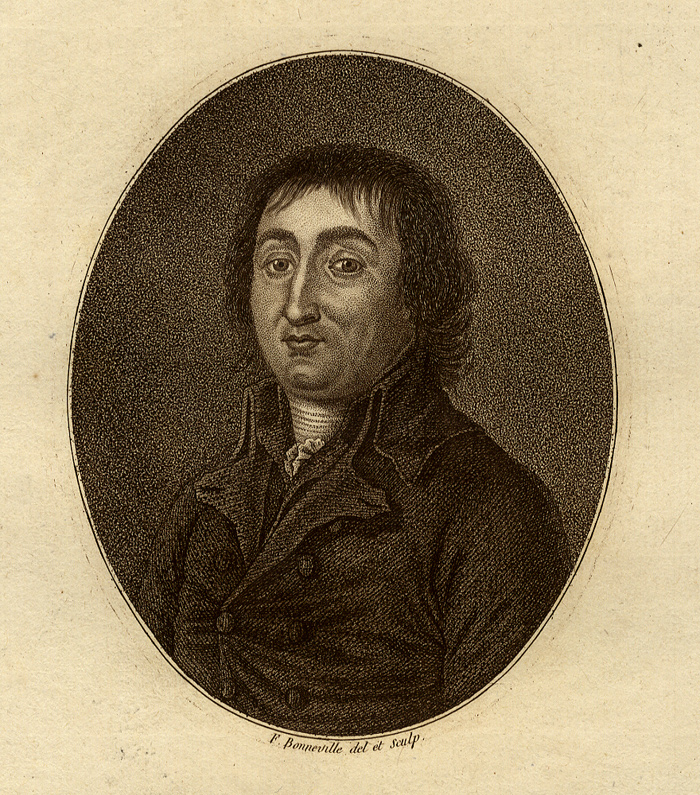
Pierre Joseph Cambon.

In realtà Robespierre era deciso a continuare con intransigenza la sua politica e non aveva completamente aderito al tentativo di conciliazione condiviso invece da Saint-Just e Couthon; egli rimaneva ostile a Carnot, che non aveva applicato il durissimo decreto del 7 pratile che prescriveva di non fare prigionieri tra le truppe britanniche, e intendeva sottrargli il predominio nella condotta bellica. Anche Robespierre era preoccupato per l'allontanamento dei cannonieri parigini che poteva mettere in pericolo la posizione del Comune insurrezionale e del suo capo militare François Hanriot. Il triumviro era ancora in polemica con Billaud-Varenne e Collot d'Herbois che continuavano a proteggere Fouché e Tallien. Irritato dalla provocazione di Dubois-Crancè e inquieto per le voci di accordi segreti tra i suoi rivali della Montagna e la maggioranza della Palude, egli decise di prendere l'iniziativa e imporre un chiarimento definitivo alla Convenzione.

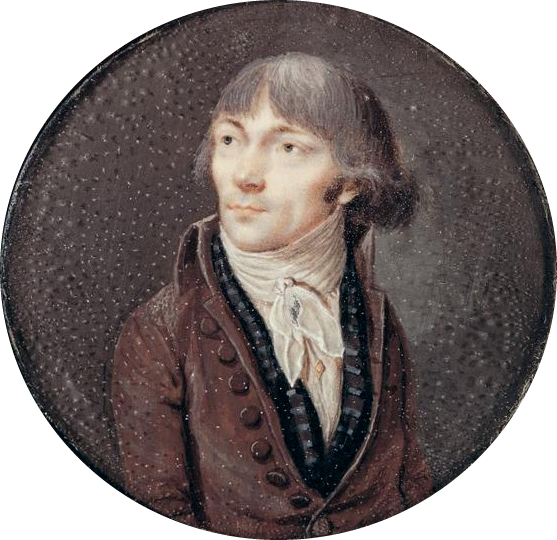
Jean-Marie Collot d'Herbois.

L'8 Termidoro Robespierre si presentò quindi alla Convenzione e pronunciò un discorso molto duro in cui, senza nominare esplicitamente le persone a cui faceva riferimento, accusava direttamente i suoi avversari e ribadiva tutte le violente critiche delle settimane precedenti. Egli, senza essersi precedentemente consultato con Saint-Just e Couthon, riprese e ampliò puntigliosamente le sue considerazioni passate; accusò i vecchi terroristi improvvisamente trasformatesi in moderati che erano in realtà i principali responsabili degli eccessi del Terrore. Egli accusò i "mostri", riferendosi implicitamente a Tallien, Freron, Collot d'Herbois e Fouché; quindi attaccò il Comitato di sicurezza generale e i suoi agenti considerati corrotti e intriganti; in questo modo minacciava, senza nominarli, Vadier e Amar. Quindi colpì lo stesso Comitato di salute pubblica: fece riferimento indiretto a Carnot per aver risparmiato i prigionieri britannici e protetto gli aristocratici nell'esercito, ed a Barère, criticato per i suoi enfatici e retorici proclami di vittoria e per la sua superficialità nella diplomazia; infine attaccò direttamente Pierre Joseph Cambon per l'inefficiente sistema finanziario da lui diretto.
In un primo momento sembrò che l'impressionante discorso di Robespierre avesse paralizzato i suoi avversari e che egli avrebbe avuto la meglio nella lotta politica; si decise inizialmente che il discorso sarebbe stato pubblicato e, su proposta di Couthon, venne anche decretato il suo invio a tutti i comuni. Ma, dopo la sorpresa iniziale, gli avversari del triumviro, minacciosamente attaccati, reagirono: Vadier respinse le accuse sul caso Théot; fu soprattutto Cambon che era stato l'unico nominato dal capo giacobino, a rispondere con violenza accusando Robespierre di essere la vera causa della paralisi della Convenzione. Billaud-Varenne chiese subito dopo di sospendere l'invio del discorso ai comuni e pronunciò la frase retorica "preferisco che il mio cadavere serva di trono per un ambizioso, piuttosto che farmi con il mio silenzio complice dei suoi delitti". Il deputato Étienne-Jean Panis a questo punto richiese esplicitamente a Robespierre di fare i nomi dei deputati che accusava.
Robespierre si rifiutò di indicare le persone a cui si riferiva nel suo aspro discorso alla Convenzione; fu un grave errore: in questo modo quasi tutti i deputati si sentirono potenzialmente minacciati e si indignarono per l'intimidatoria iniziativa del triumviro. Dopo Cambon e Billaud-Varenne, altri parlarono contro di lui; Pierre Louis Bentabole e Louis Joseph Charlier richiesero subito di annullare il decreto che stabiliva la pubblicazione del discorso e lo stesso Barère cambiò partito e respinse le accuse di Robespierre, rimproverandolo per non aver partecipato alle sedute del Comitato e quindi accusandolo di essere scarsamente informato sulla realtà dei fatti. La maggioranza dei deputati della Convenzione si schierò nettamente contro Robespierre e alla fine il decreto di invio del discorso ai comuni e di pubblicazione fu annullato.
Nonostante l'insuccesso alla Convenzione Robespierre sembrava ancora mantenere una vasta popolarità; in serata al club dei giacobini, dove egli si recò per ripresentare il suo discorso, fu acclamato, mentre Billaud-Varenne e Collot d'Herbois vennero intimiditi con minacce di morte e costretti a lasciare la sede del club. Tuttavia Robespierre non prese nuove iniziative rivoluzionarie e rifiutò di mobilitare i sanculotti per superare l'opposizione dell'assemblea; egli evidentemente ritenne ancora possibile convincere i deputati e credette di potere avere la meglio in un nuovo dibattito parlamentare alla Convenzione.

### Alla Convenzione il 9 Termidoro

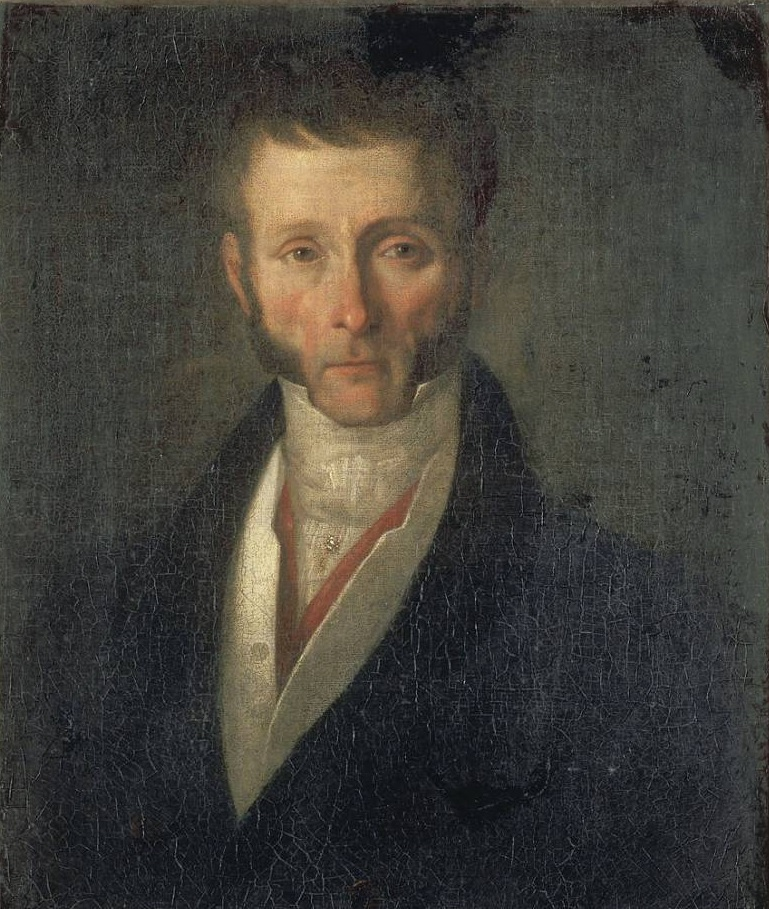
Joseph Fouché.

Dopo il dibattito alla Convenzione dell'8 Termidoro e le burrascose discussioni al club dei giacobini, era ormai definitivamente compromessa la coesione all'interno del Comitato di salute pubblica; nella notte ci fu un violento scontro nella sede del Comitato tra Billaud-Varenne e Collot d'Herbois da una parte e Saint-Just dall'altra. Dopo discussioni interminabili, all'alba Barère fece approvare un comunicato che attaccava in termini generali e senza indicazioni precise, l'ambizione di alcuni uomini politici e capi militari.

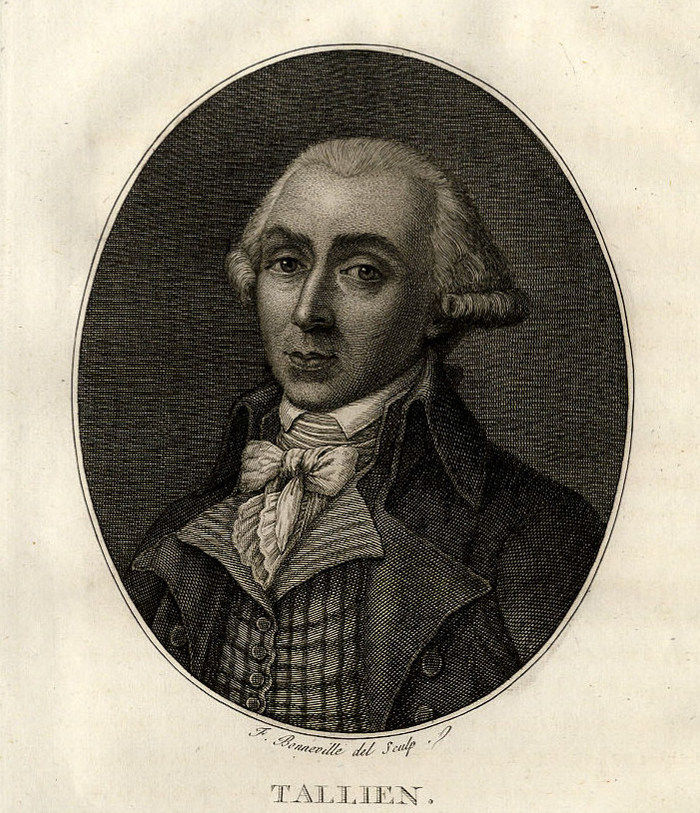
Jean-Lambert Tallien.

Mentre il governo rivoluzionario dei comitati era dilaniato dai contrasti, il colpo di stato contro il triumvirato si stava concretamente organizzando; l'iniziativa decisiva partì dai vecchi terroristi rappresentanti in missione che, sentendosi ormai minacciati anche fisicamente dopo gli ultimi attacchi di Robespierre, agirono rapidamente per deporre il capo giacobino. Particolarmente attivo nell'organizzazione della macchinazione politica fu Tallien che era stato sollecitato ad intervenire al più presto, con un messaggio drammatico, dall'amante Teresa Cabarrus che rischiava di andare alla ghigliottina. Verosimilmente un ruolo ancor più importante nella congiura fu giocato da Fouché. I due riuscirono finalmente a convincere i moderati della Pianura, guidati da François-Antoine de Boissy d'Anglas, Pierre-Toussaint Durand de Maillane et Julien-François Palasne de Champeaux, ad abbandonare Robespierre ed a collaborare nell'assemblea a destituire il "tiranno". Alla vigilia della seduta del 9 Termidoro il piano era già stato concordato con la collaborazione anche di Collot d'Herbois che era il presidente di turno della Convenzione; con il suo aiuto Robespierre e i suoi alleati sarebbero stati contrastati in aula e non gli sarebbe stato permesso di parlare.
La seduta del 9 Termidoro ebbe quindi un andamento drammatico del tutto inatteso da Robespierre. Saint-Just aveva preparato un discorso moderato con cui avrebbe voluto tranquillizzare l'assemblea, respingere le accuse e mettere in difficoltà Collot d'Herbois, Billaud-Varenne e Carnot ma venne subito bruscamente interrotto da Tallien che richiese teatralmente un chiarimento definitivo della situazione all'interno del Comitato. Subito dopo fu Billaud-Varenne che intervenne e, descrivendo l'ambiente minaccioso al club dei giacobini e il rischio di una nuova insurrezione sanculotta con violenze e persecuzioni contro i deputati, intimorì l'assemblea; egli quindi attaccò violentemente Robespierre indicandolo come il responsabile della mancanza di coesione della repubblica, delle violenze, degli eccessi; lo accusò di essere un dittatore. Nell'assemblea si verificarono clamori e tumulti contro il "tiranno".

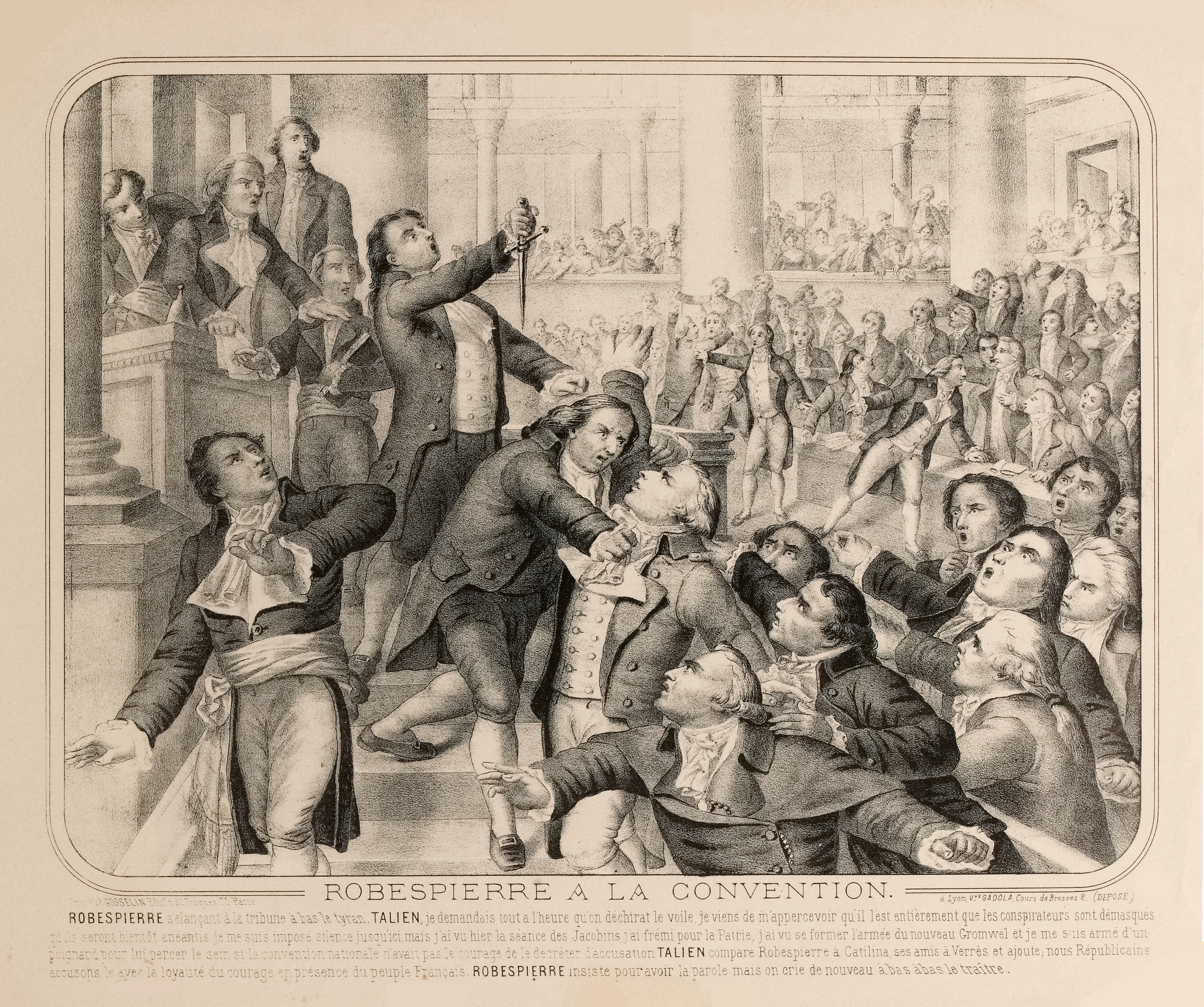
Jean-Lambert Tallien minaccia con un pugnale Maximilien Robespierre durante la seduta del 9 Termidoro.

Robespierre a questo punto cercò di intervenire ma Collot d'Herbois, presidente dell'assemblea, gli impedì di parlare mentre consentì un nuovo intervento di Tallien che attaccò con grande violenza il capo giacobino, definito il nuovo Oliver Cromwell; il deputato estrasse anche un pugnale e lo mostrò minacciosamente al triumviro; finalmente Tallien richiese l'arresto di Robespierre e delle sue "creature". In un primo tempo fu votato il decreto di arresto per i capi rivoluzionari più legati al capo giacobino: François Hanriot, Servais Beaudouin Boulanger, Simon Camille Dufresse e René-François Dumas, il presidente del Tribunale rivoluzionario; quindi Barère fece approvare dall'assemblea un altro decreto che sopprimeva la carica di comandante in capo della Guardia Nazionale, fino a quel momento tenuta da Hanriot, e assegnava la carica ai capi delle otto legioni costitutive che si sarebbero alternati a turno. Infine dopo un nuovo tentativo di Robespierre di replicare, subito bloccato dalle urla dei suoi avversari e da Jacques Alexis Thuriot, passato a presiedere la Convenzione al posto di Collot d'Herbois, il poco conosciuto deputato dantonista Louis Louchet richiese per primo di votare un decreto di arresto contro il capo giacobino, Saint-Just e Couthon.
Gli eventi si svolsero rapidamente: in mezzo al tumulto ed al disordine, venne approvato subito il decreto d'arresto, formulato da Barère a nome del Comitato di salute pubblica, contro Robespierre, Saint-Just e Couthon, a cui furono uniti anche Augustin de Robespierre e Le Bas, che richiese impavidamente di essere compreso nell'elenco degli arrestati insieme agli altri giacobini. La seduta della Convenzione, iniziata alla ore 12.00, era già conclusa alle ore 15.00 con questa drammatica svolta; Robespierre, rinunciando ad opporre resistenza nell'assemblea, ebbe parole di amara rassegnazione: "la Repubblica è perduta...i briganti trionfano". Gli arrestati furono provvisoriamente imprigionati nei locali del Comitato di sicurezza generale.

### Tentativi di resistenza

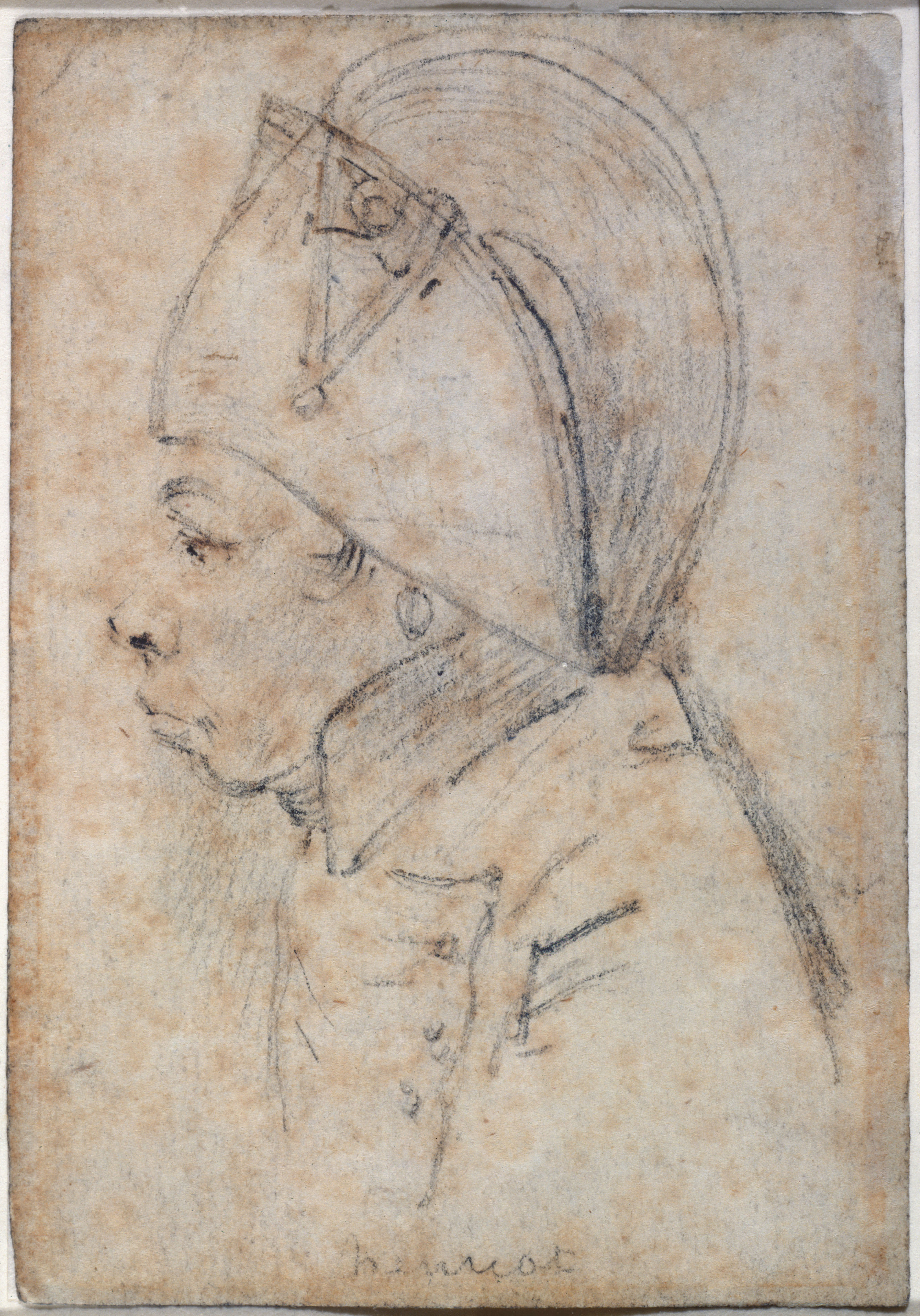
François Hanriot.

Le notizie della turbolenta seduta alla Convenzione e dell'arresto di Robespierre provocarono grande emozione tra i seguaci del capo giacobino e tra i sanculotti; il Comune parigino e il capo della Guardia nazionale, François Hanriot, presero l'iniziativa di reagire cercando di organizzare un moto insurrezionale a sostegno del triumvirato. Le sezioni furono convocate, venne suonata la campana a martello, si richiese la mobilitazione dei cannonieri davanti all'Hôtel-de-Ville. Hanriot decise anche alle ore 17.30 di cercare di liberare subito Robespierre facendo irruzione con pochi gendarmi nei locali del Comitato di sicurezza generale dove i capi giacobini erano rinchiusi. Ma l'affrettato tentativo finì in un fallimento; solo due legioni della Guardia Nazionale risposero all'appello insurrezionale e Hanriot, dopo essere penetrato all'interno dell'edificio, fu presto circondato dalle guardie del Comitato e a sua volta arrestato, Robespierre e gli altri capi, profondamente demoralizzati dagli eventi, ritennero quindi impossibile il successo di una sollevazione popolare, e parvero rassegnati ad affrontare il Tribunale rivoluzionario.

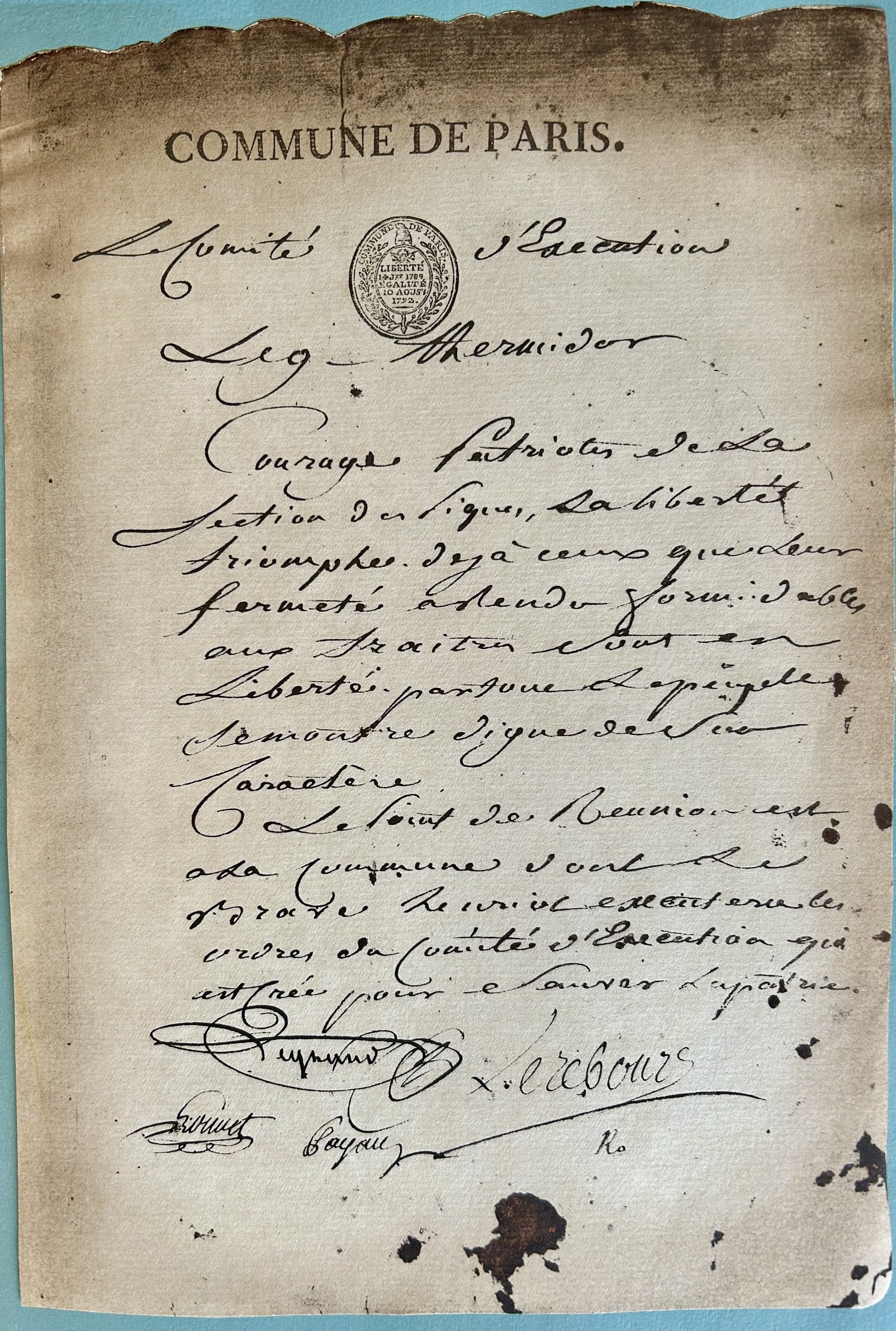
L'appello alla sezione delle Picche del comitato insurrezionale del Comune; firmato Louvet, Payan, Lerebourgs, Legrand, Ro(bespierre).

In realtà il moto insurrezionale non si era arrestato dopo il fallimento di Hanriot; i cannonieri arrivarono con una trentina di cannoni a piazza di Grève e i comitati delle sezioni operaie e artigiane si mobilitarono per accorrere in aiuto dei deputati arrestati. Alle ore 19.00 in piazza di Grève c'erano circa 3 000 uomini che guidati da Jean-Baptiste Coffinhal marciarono sulla Convenzione dove si vissero momenti drammatici; Collot d'Herbois esortò i deputati a resistere ai sanculotti e "morire al nostro posto". Coffinhal riuscì a liberare Hanriot e a ricondurlo all'Hôtel-de-Ville ma poi indugiò; non disperse la Convenzione né liberò i capi giacobini che erano già stati trasferiti nelle varie prigioni. Egli rimase inattivo e diede tempo ai cospiratori termidoriani di prendere misure decisive per schiacciare il moto insurrezionale diretto dal Comune di Parigi.

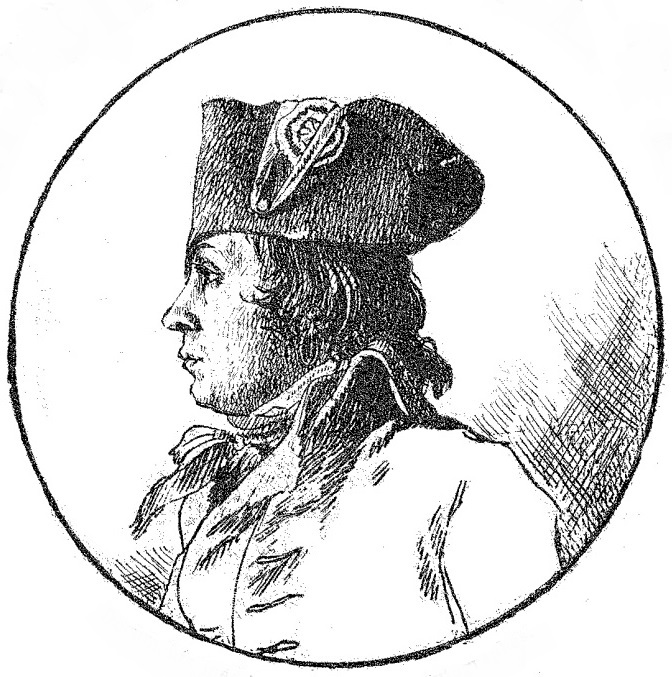
Philippe-François-Joseph Le Bas.

La coalizione termidoriana poté quindi affidare all'energico Paul Barras il compito di sedare l'insurrezione organizzando una forza armata con l'aiuto dei componenti delle sezioni parigine moderate ed anche con i resti dei militanti hebertisti e dantonisti, mobilitati da Tallien, Stanislas Rovère, Fréron. Mentre Barras organizzava le sue forze per schiacciare i sanculotti del Comune di Parigi, Barère alla Convenzione, che aveva ripreso la seduta alle ore 19.00, fece approvare con l'intento di intimorire gli avversari e bloccarne l'iniziativa insurrezionale, il decreto formale di messa fuori legge dei capi della sollevazione giacobina e di coloro che si fossero opposti ai mandati di arresto approvati dall'assemblea. Nel frattempo il comitato insurrezionale del Comune di Parigi e le sezioni sanculotte continuarono a non prendere iniziative energiche in attesa delle decisioni di Robespierre e degli altri deputati giacobini detenuti che prima di mezzanotte vennero tutti liberati dagli amministratori di polizia. In realtà anche Robespierre e gli altri non mostrarono grande risolutezza; inizialmente sia il capo giacobino che Couthon sembrarono contrari all'insurrezione e non si recarono immediatamente all'Hôtel-de-Ville per assumere la direzione della resistenza, solo Augustin de Robespierre si mostrò più energico e si affrettò a raggiungere il Comune. Dopo la notizia del decreto di messa fuori legge, anche Maximilien sembrò più deciso ad assumere l'iniziativa e raggiunse a sua volta la sede del comitato insurrezionale insieme agli altri deputati, compreso Couthon che finalmente si decise a lasciare la sua prigione dopo mezzanotte.
All'Hôtel-de-Ville si persero altre ore preziose; Le Bas e Robespierre sottoscrissero appelli al campo dei Soblons, dove erano i cannonieri, e alla sezione sanculotta delle Picche, ma i deputati giacobini, pur non opponendosi all'insurrezione, si mostrarono nel complesso pessimisti; essi che avevano sempre affermato di governare seguendo fedelmente le deliberazioni della Convenzione, furono incerti ad avallare una giornata rivoluzionaria proprio contro l'assemblea stessa e diedero segno di rassegnazione. Solo a tarda notte finalmente si decise di prendere l'iniziativa e assaltare con le guardie nazionali le sedi dei comitati e arrestarne i membri; era ormai troppo tardi, Barras aveva avuto tempo di organizzare le forze convenzionali.

### Sconfitta dell'insurrezione ed esecuzione di Robespierre

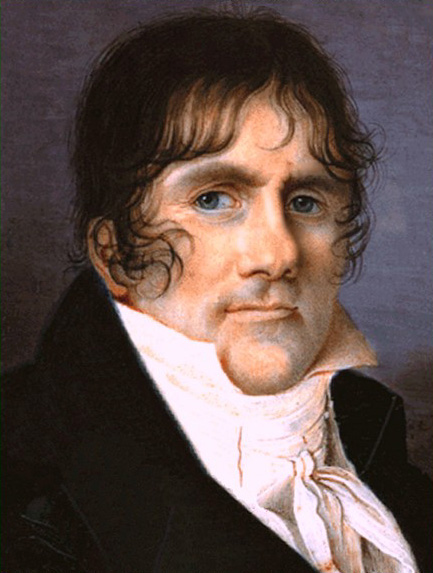
Paul Barras.

Nel frattempo i sanculotti radunati davanti all'Hôtel-de-Ville davano segno di delusione e scarsa decisione; insoddisfatti dalla mancanza di iniziative e dalla irresolutezza dei loro capi, buona parte rinunciarono e lasciarono la piazza di Grève; alcuni cannonieri e guardie nazionali si fecero inoltre convincere a desistere da agenti inviati da Barras. A tarda notte rimanevano solo poche persone demoralizzate e pronte a defezionare; l'attacco alla Convenzione divenne impossibile ed il Comune per evitare una disgregazione completa delle sue modeste forze, fece illuminare la facciata dell'Hôtel-de-Ville.

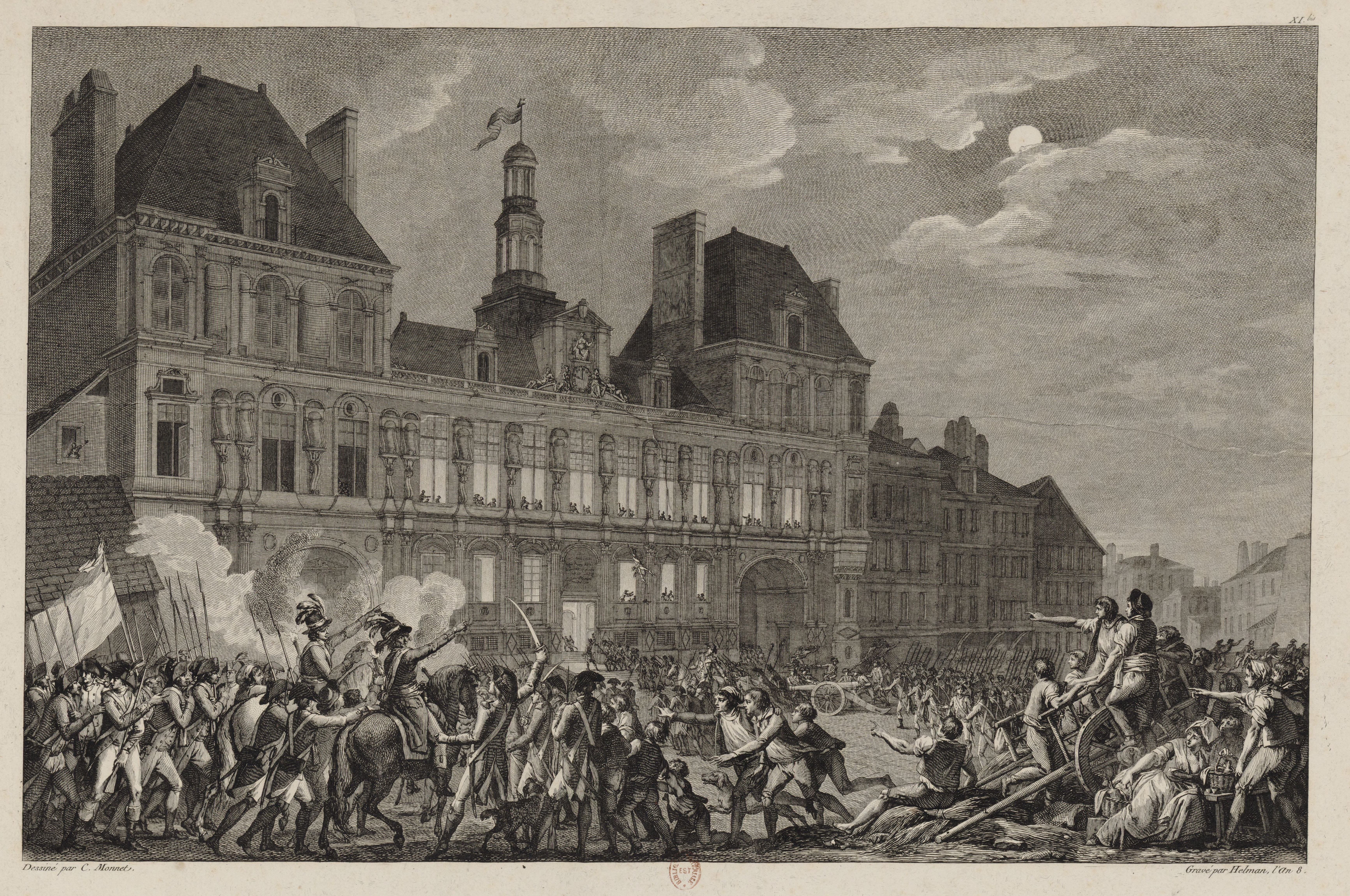
Le truppe della Convenzione assaltano l'Hôtel-de-Ville.

Dopo qualche esitazione, Barras quindi alle ore 02.00 del 10 Termidoro decise di passare all'attacco della sede insurrezionale; egli aveva finito di radunare le guardie nazionali delle sezioni borghesi dei quartieri ricchi di Parigi, rinforzati anche da un contingente di sanculotti inviati dalla sezione hebertista dei Gravilliers; un traditore comunicò la parola d'ordine degli uomini di Hanriot e facilitò l'avvicinamento delle truppe della Convenzione. Le guardie nazionali di Barras marciarono sul Comune in due colonne; sulla sinistra quella guidata da Léonard Bourdon con gli uomini dei Gravilliers raggiunse di sorpresa l'Hôtel-de-Ville ed irruppe direttamente nella sala del Comitato esecutivo dove si trovavano Robespierre e gli altri deputati fuori legge. L'Hôtel-de-Ville venne occupato senza molta difficoltà; i convenzionali incontrarono scarsa resistenza.
L'irruzione delle guardie nazionali di Léonard Bourdon avvenne proprio mentre Robespierre e Couthon stavano preparando un proclama indirizzato all'esercito e provocò il panico e la confusione tra i deputati fuori legge; La Bas preferì suicidarsi; Augustin de Robespierre si gettò dalla finestra del palazzo e venne catturato ormai quasi in fin di vita, in condizioni pietose avvolto da sangue ed escrementi. Su ciò che accadde a Maximilien Robespierre le ricostruzioni non sono concordanti; si è sostenuto che egli cercò di opporre resistenza, ma un colpo di pistola, sparato dal gendarme Charles-André Merda, gli avrebbe fracassato la mascella. Secondo altre fonti invece anche Robespierre tentò di suicidarsi e fu il colpo di pistola che si sparò che gli avrebbe devastato la mascella senza ucciderlo. Tutti i ventidue capi presenti nel comitato insurrezionale furono arrestati; nel frattempo i convenzionali effettuavano la cattura di giacobini e sanculotti in tutta Parigi.

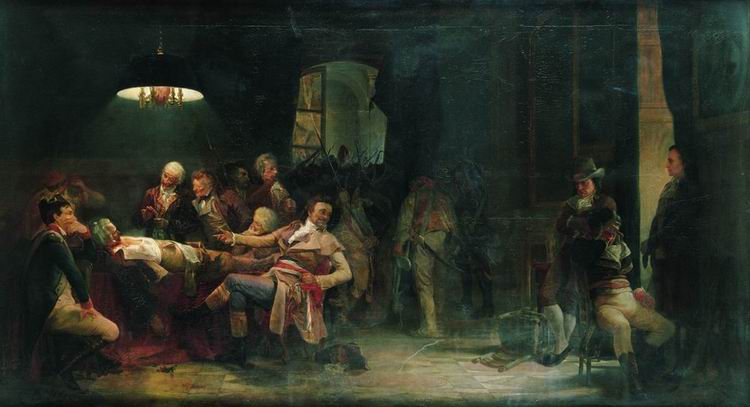
Robespierre ferito e gli altri arrestati, detenuti in attesa dell'esecuzione sulla ghigliottina.

Barras e i convenzionali ebbero quindi facilmente la meglio sull'insurrezione del Comune; le forze sanculotte erano deboli e disorganizzate ed anche l'appoggio popolare a favore di Robespierre e dei suoi seguaci fu scarso. Gli operai e gli artigiani parigini erano scontenti e stavano protestando da alcuni giorni per il decreto del 5 Termidoro del maximum che stabiliva un tetto ai salari; gli hebertisti furono risolutamente a favore della Convenzione, e nel pomeriggio stesso del 9 Termidoro gruppi di operai si erano radunati davanti all'Hôtel-de-Ville per richiedere l'abolizione del Maximum. I tentativi del Comune insurrezionale di rigettare la responsabilità del provvedimento su Barère ebbero scarso successo.

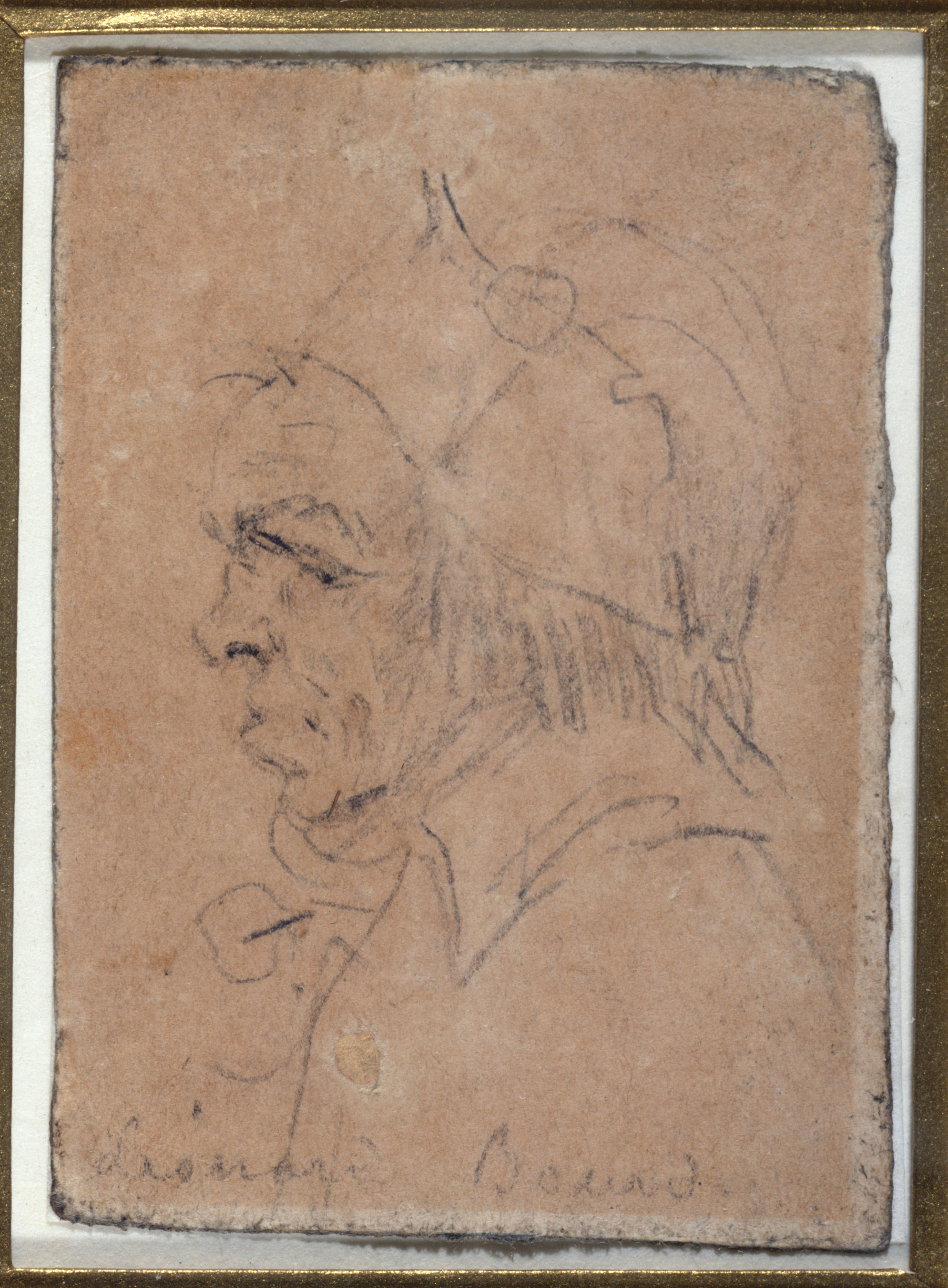
Léonard Bourdon.

La Convenzione procedette all'immediata eliminazione dei ribelli fuori legge; la sera del 10 Termidoro la ghigliottina venne riportata in Piazza della Rivoluzione e si procedette all'esecuzione capitale di ventidue arrestati, tra cui Maximilien e Augustin de Robespierre e Hanriot, tutti e tre gravemente feriti, Saint-Just, Couthon e Dumas. Le "infornate" di giacobini e sanculotti continuarono per alcuni giorni: settantuno furono ghigliottinati l'11 Termidoro, dodici il 12 Termidoro, infine altri tre, tra cui Conffinhal. La popolazione del Quarto stato assistette con soddisfazione alle esecuzioni, l'ostilità verso i giacobini e il Terrore era ormai molto diffusa e grida di "morte al calmiere" (Foutou le maximum!) furono rivolte al passaggio dei condannati verso il patibolo. La maggioranza della nazione accolse con favore la caduta di Robespierre e dei giacobini, essa ritenne che questo momento decisivo segnasse la fine del rigore e dell'estremismo del governo rivoluzionario e del Terrore.
Solo una minoranza della piccola borghesia e dell'artigianato, impegnata nel governo rivoluzionario in periferia e nei club, comprese l'importanza della caduta di Robespierre e della vittoria dei moderati della Convenzione; in questi ambienti l'amarezza, la preoccupazione e la disperazione furono diffusi: alcuni patrioti si suicidarono, ad Arras e a Nîmes si parlò di marciare in aiuto di Robespierre; alcuni rifiutarono di credere alle notizie. I Termidoriani avevano ora il potere e la forza per dominare la situazione e repressero facilmente le opposizioni dei partigiani di Robespierre in tutta la nazione; si procedette ad arresti ed epurazioni immediate contro i cosiddetti "bevitori di sangue".

## La reazione termidoriana
I cosiddetti "Termidoriani", i componenti della fazione politica che aveva schiacciato Robespierre e i giacobini, misero quindi fine al Terrore e riorganizzarono il governo rivoluzionario, perseguitando sanculotti e democratici con il Terrore bianco; furono ben presto annullati i decreti che regolamentavano l'economia a favore delle classi più deboli e le ferree disposizioni organizzative delle armate rivoluzionarie in guerra disposte dal Comitato di salute pubblica. La ricca borghesia, pilastro iniziale del processo rivoluzionario nel 1789, aveva quindi riconquistato il potere e la direzione della Rivoluzione, ma si sarebbe dimostrata incapace di terminare vittoriosamente la guerra contro le potenze europee e di controllare la declinante situazione economica e il franante sistema monetario.

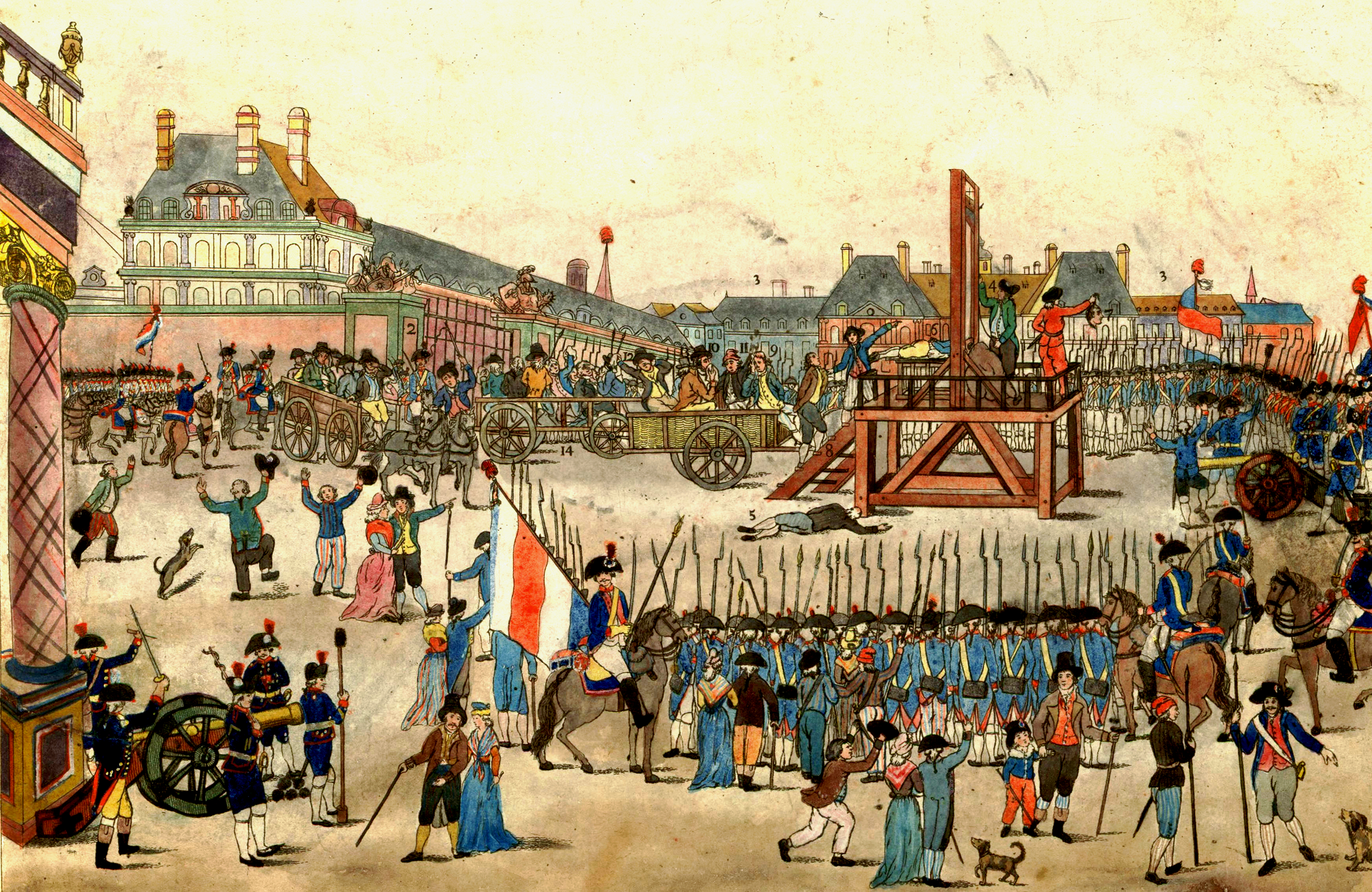
L'esecuzione di Robespierre e degli altri giacobini il 10 termidoro anno II.

In realtà i componenti dei Comitati, Barère, Collot d'Herbois, Billaud-Varenne, Vadier, che avevano contribuito ad eliminare Robespierre e i suoi seguaci, non avrebbero voluto chiudere il Terrore e intendevano mantenere il loro potere; Barère il 10 termidoro aveva parlato di "sommovimento parziale che lasciava il governo nella sua integrità", ma in pochi giorni le loro illusioni si sarebbero dissolte. I moderati della Convenzione, guidati da Merlin de Thionville, Thuriot, Legendre, Bourdon dell'Oise, Tallien, non intendevano ritornare al governo rivoluzionario e decretarono subito precise disposizioni per svuotare il potere dei Comitati che vennero sottoposti allo stretto controllo dell'assemblea e rapidamente rinnovati. Entro un mese uscirono dal Comitato di salute pubblica Billaud-Varenne, Collot d'Herbois e Barère. Vennero subito abrogate le disposizioni esecutive del Terrore, il Tribunale rivoluzionario cessò la sua micidiale attività e venne poi riorganizzato, venne abrogata la legge del 22 pratile e i "sospetti" uscirono dalle prigioni.
La coalizione che aveva eliminato Robespierre ben presto si disgregò e furono le correnti moderate della Convenzione, affiancati da Tallien, Fréron e Rovère, che dominarono il periodo termidoriano; sorsero nuovi giornali aderenti alla nuova situazione politica, ricomparvero speculatori e finanzieri, riaprirono i salotti e Teresa Cabarrus, "Nostra Signora di Termidoro", ne divenne il personaggio più celebre. Per schiacciare gli ultimi giacobini, si organizzarono il "movimento sezionario" e gruppi armati di giovani (la "gioventù dorata"), sottrattisi alla chiamata alle armi nell'esercito, che colpirono gli avversari politici dei termidoriani; nel mezzogiorno francese si costituirono "compagnie di Gesù" che attaccarono giacobini, compratori dei beni nazionali, preti "costituzionali".
Furono inoltre organizzati i processi contro i grandi terroristi; per primo Jean-Baptiste Carrier, responsabile delle Noyades di Nantes, fu deferito al Tribunale rivoluzionario e ghigliottinato il 26 frimaio, quindi il 7 nevoso una commissione della Convenzione iniziò un procedimento contro Billaud-Varenne, Collot d'Herbois, Vadier e Barère; il 2 germinale tutti e quattro vennero messi in stato d'accusa. Il 18 florile venne ghigliottinato Fouquier-Tinville e il 12 germinale si decise la deportazione alla Guyana (la "ghigliottina secca") di Barère, Billaud-Varenne, Collot d'Herbois, Vadier e in aggiunta anche di Cambon. Barère e Vadier riuscirono ad evitare la deportazione, mentre Cambon si rifugiò in Svizzera, ma Billaud-Varenne e Collot d'Herbois furono imbarcati per la Guyana.
In pochi mesi i componenti del Comitato che avevano abbandonato Robespierre quindi furono a loro volta destituiti e rischiarono di condividere la sua sorte; alcuni retrospettivamente ammisero di aver sbagliato le loro valutazioni e si pentirono di aver aderito alla congiura di Termidoro. Con la morte di Robespierre e la caduta dei giacobini la Rivoluzione subì una svolta decisiva e finì ogni esperimento di governo democratico fondato su una società di piccoli commercianti e artigiani. Il governo rivoluzionario del Comitato di salute pubblica, dominato da Robespierre, Saint-Just e Couthon, si era configurato sempre più come sistema di potere ristretto dittatoriale al servizio di una idea di Repubblica basata sull'eguaglianza civile e soprattutto economica che in realtà non era appoggiata neppure dalle classi sociali più deboli, ormai stanche del Terrore. L'astratta incorruttibilità di Robespierre, la sua scarsa elasticità e la sua decisione di attaccare i suoi colleghi dei comitati proprio nel momento in cui sembravano disposti ad un compromesso, contribuì fortemente, facilitando il formarsi contro di lui di una eterogenea coalizione, a far crollare subitaneamente il governo rivoluzionario terroristico.